# Télálló kaktuszok

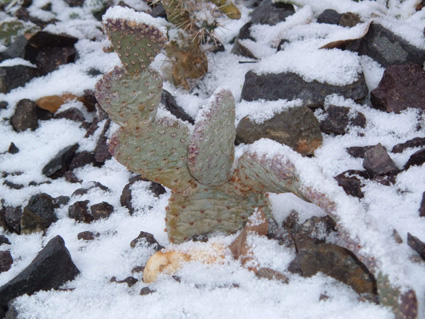
O. basilaris hóban. Érdemes megfigyelni, hogy az egyébként kékes színezetű kaktusz hajtásvégei megvörösödtek, a szártagok ráncosak és elfeküdnek a talajon, jeleként a kaktusz télállóságának.

A télálló kaktuszok a kaktuszfélék (Cactaceae) családjának olyan képviselői, amelyek nagy biztonsággal képesek elviselni a hosszantartó fagyokat is, így kerti dísznövényként mérsékelt égövön is tarthatók.

## Télálló kaktuszok Európában

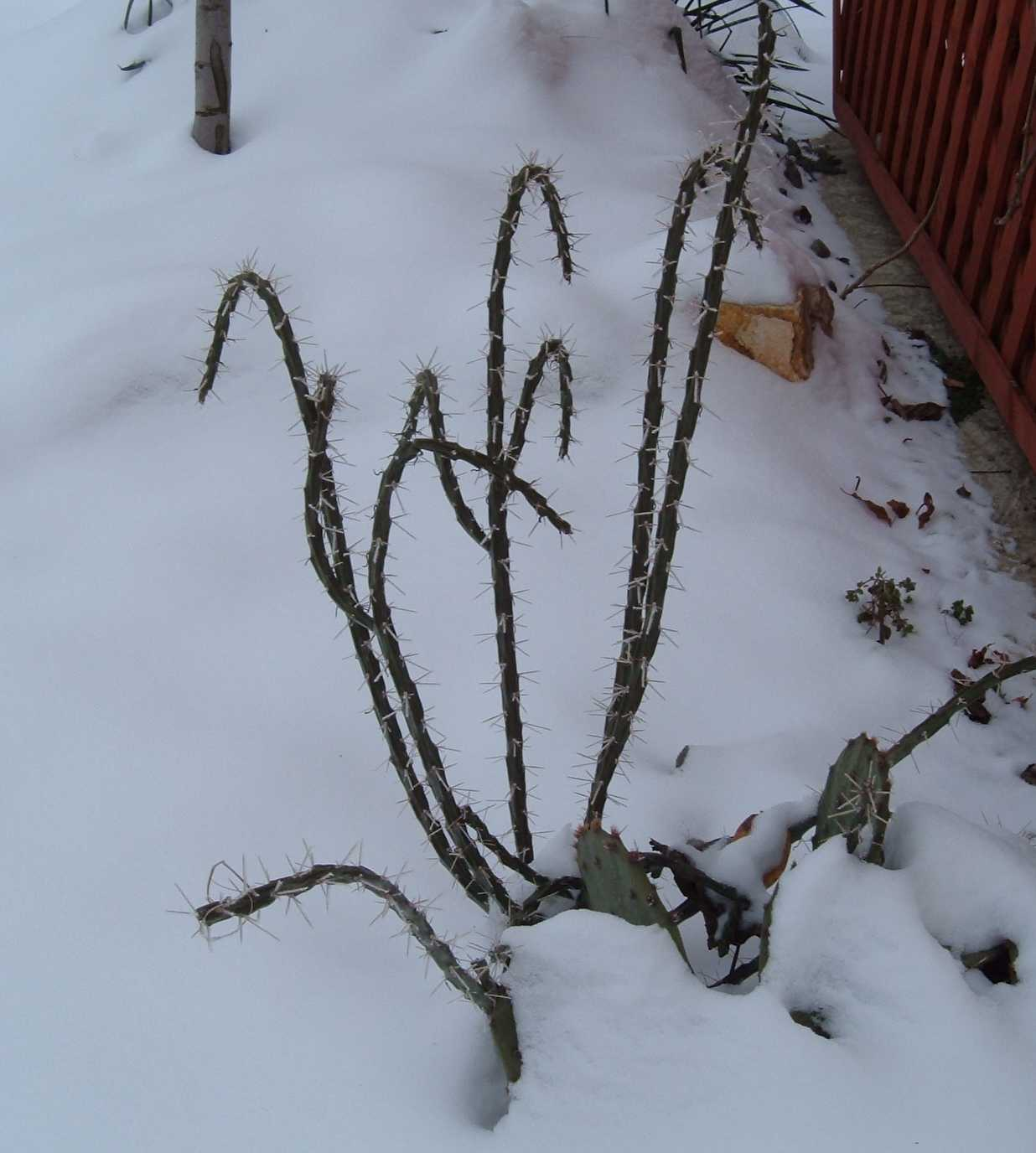
C. kleiniae

A kaktuszok kifejezetten meleg égövi növényként élnek az emberek tudatában. Ez a beidegződés nem véletlen: jó részük valóban trópusi növény. Élőhelyeik változatosak: trópusi sivatag, magashegység, őserdő. A kaktuszok ősei is trópusi növények lehettek, de nem ismert, hogy pontosan hol alakultak ki. A télálló kaktuszok viszonylag új színfoltok a kertészetek szukkulens (pozsgás) választékában, annak ellenére, hogy ezek növények már régóta fellelhetők a tudományos alapon gyűjtött, rendszerezett kertészetekben és egyes magángyűjtőknél. Észak-Amerika kaktuszflórájában van számos olyan faj, amely a mi a mi hűvös, mérsékelten csapadékos teleinket is át tudja vészelni.

## Elterjedésük

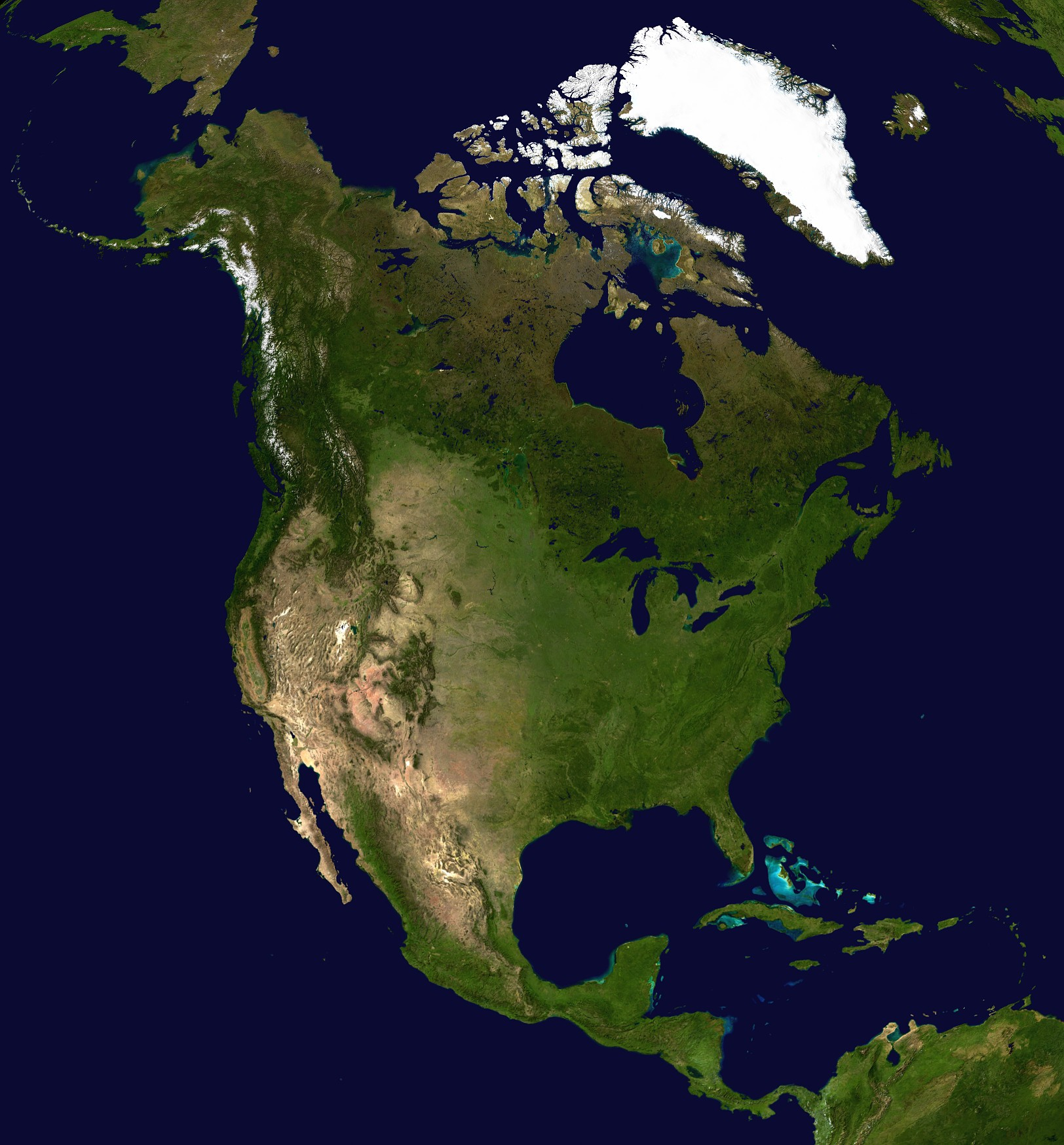
Műholdas kompozit kép Észak-Amerikáról. [https://web.archive.org/web/20060220145954/http://www.earth-puzzle.com/NAmerica.html Nagyítható kép

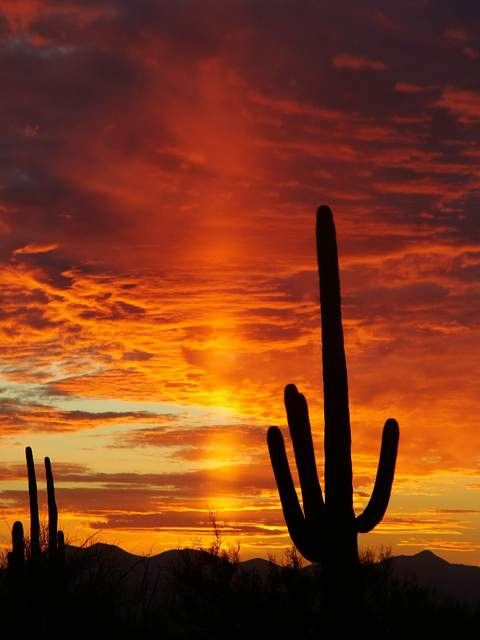
A saguaro-kaktuszok élőhelyén is gyakran hullik hó

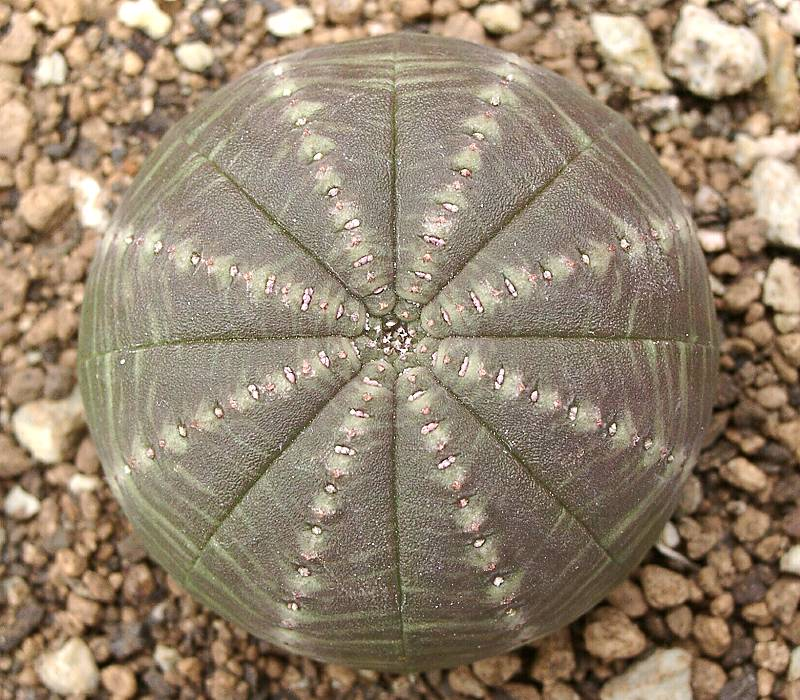
Euphorbiaceae:Euphorbia obesa ssp. symmetrica, kaktusz-szerű kutyatej-féle, a konvergens evolúció szép példája

Egy bizonytalan rendszertani hovatartozású madagaszkári nemzetségről ítélve eredetileg csak Amerikában élnek rendszertanilag legősibb küllemű csoportjaik. Az amerikai kontinens nyugati felén végighúzódó egységes hegyláncolat miatt lehetőségük volt a kaktuszoknak mintegy autósztrádaként használni a magas vonulatokat és a legdélibb és legészakibb fajaik közül néhány eljutott mérsékelt övi területekre. A kainozoikumi eljegesedést előrevetítő antarktiszi jégsapka képződésének kezdetétől számítva (oligocén) egyre nagyobb területek váltak szárazakká Észak-Amerikában és az egész Földön, ezzel párhuzamosan emelkedett ki a Sziklás-hegység és a Kordillerák is, elzárván a kontinens belső területeit a párásabb óceáni légtömegektől. Egy kaktusz-szerű növény valószínűleg azért olyan egzotikus számunkra, mert egy ilyen testfelépítésű évelő lágyszárú növény nehezen alakulhatna ki kontinentális éghajlaton (az Óvilágban az afrikai euphorbiafélék (kutyatejfélék) egyes csoportjai vettek fel a kaktuszokhoz meghökkentően hasonló küllemet, de sosem jutottak el igazán mérsékelt övi területekre.
Ennek oka az, hogy nedvesebb égövi területeken a kifejezetten talajfosztott, sziklás területek kivételével a képződött talajon vagy fás szárúak vagy füvek és egynyári lágyszárúak, cserjék egységes, gyorsan növő és hamar záródó növénytakarót képeznek. Ilyen körülmények között nem előnyösek a lassan növő, lassan szaporodó, többnyire alacsony termetű lágyszárúak, mint amilyenek a kaktuszok. Ha viszont már egyszer kialakultak, bizonyos ökológiai fülkéket mégis képes volt meghódítani pár fajuk a mérsékelt övön is.

## Fagytűrőség és télállóság
Általában az e témával foglalkozó oldalak először is (és nagyon helyesen) sietnek leszögezni, hogy a fagytűrés és télállóság nem ugyanazon fogalom szinonimái. A fagytűrés annyit mond számunkra, hogy mi az a minimális hőmérsékleti tartomány, amit adott ideig el tud viselni egy élőlény maradandó károsodás nélkül (száraz körülmények között, légmozgás nélkül stb.). Helyesebb inkább azt mondani, hogy a fagytűrés olyan adatpárokat jelen, ahol az egyik tag egy 0 °C alatti hőmérsékleti érték, a másik pedig az az idő, ami a fentebbiek szerint az élőlény minden baj nélkül elvisel ebben a közegben. Ebből látszik, hogy elvben nem lehet megadni egy konkrét számot a fagytűrésre, bár egy tapasztalati érték megadható mégis, mivel egy bizonyos hőmérséklet alatt a károsodás nélkül eltölthető idő exponenciálisan csökken. Ez a csökkenés annál meredekebb valószínűleg, minél kevésbé érzékeny az alacsony hőmérsékletekre az adott élőlény. A télállóság komplexebb fogalom. Lényegében földrajzi helyzettől függően változik, hiszen mást jelent a tél Vlagyivosztokban és Rómában (arról nem is szólva, hogy nincs két egyforma tél…). A télállóság fogalmában benne van a szél (ami nagy mértékben tudja csökkenteni a relatív hőérzetet), a csapadék minősége, a hóval borítottság ideje, ónos esők megléte (azok hipoxiát okozó hatása miatt), a levegő páratartalma (ha száraz, a párolgás miatt, ha nedves, a gombák szaporodása jelenthet veszélyt). A hőmérséklet napszaki ingadozása és a globális sugárzás is fontos tényezők. A talaj átfagyottsága, egyáltalán a tél hossza és átlaghőmérséklete, minimum és maximum értékei stb. Ezen tényezők felsorolásával lényegében megtettük az alkalmazkodást kívánó paraméterek listázását is.

## A télállóság kialakulása

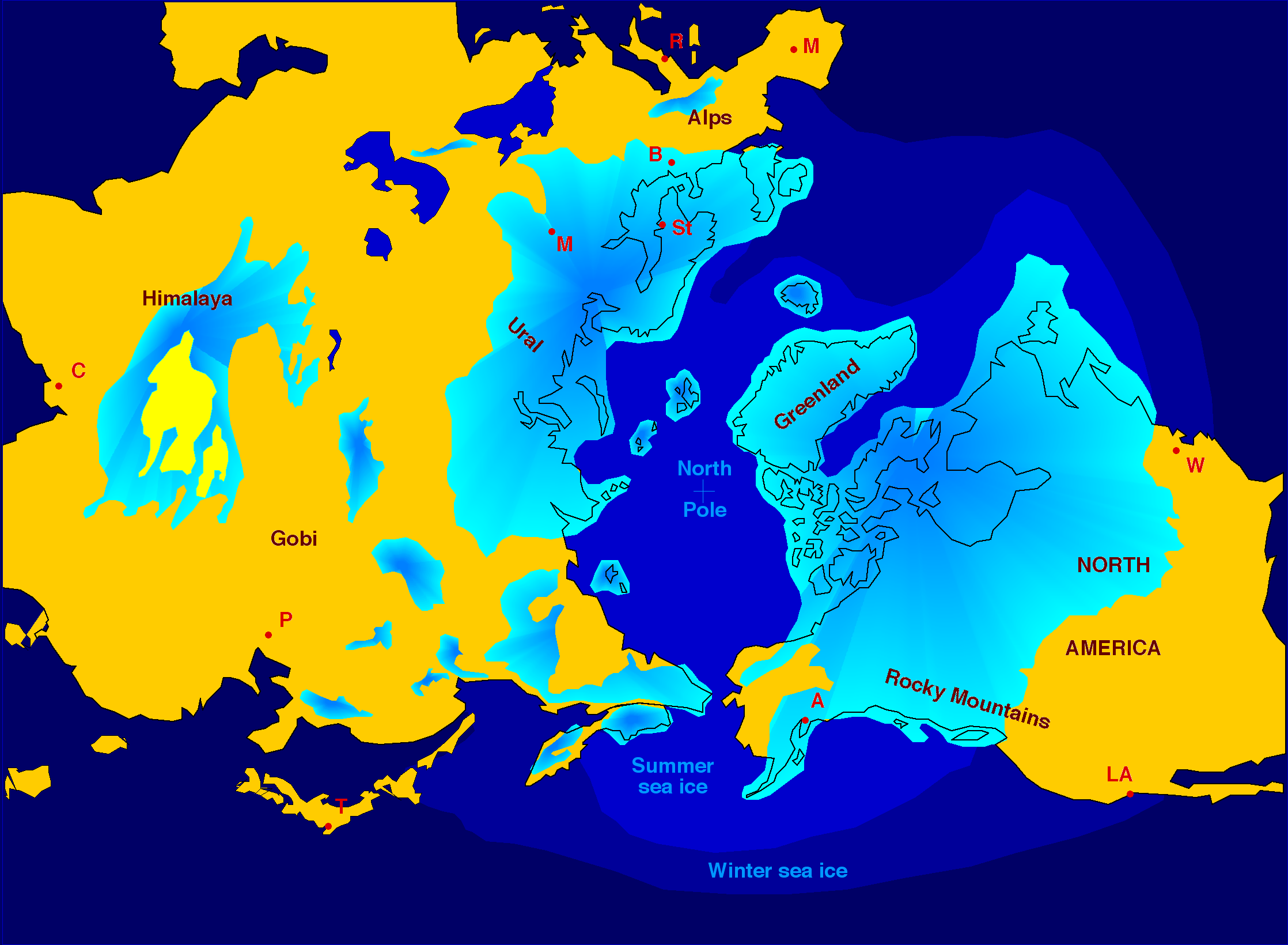
Az északi félteke a pleisztocén eljegesedések idején. A jégtakaró déli határa elérte a mai legészakibb kaktuszok (például O. fragilis) élőhelyeit. Az éghajlati övek a mainál sokkal keskenyebb sávokba zsugorodtak.

A kaktuszok valószínűleg a negyedidőszak előtt benépesítették Észak-Amerika félsivatagos, illetve száraz gyepekkel tarkított területeit, egészen Kanada déli részéig. Az észak-amerikai domborzati viszonyok, elősegítették a jégkorszaki viszonyokhoz való alkalmazkodást. Amerikában ugyanis – Európával szemben – a hegységek észak-déli lefutásúak, így klímaváltozás esetén nem állják útját a vándorló flórának, másrészt a hegységek refúgiumként szolgálnak. A kainozoikumi eljegesedés leghidegebb periódusaiban a laurenciai jégtakaró New Yorktól délre végződött, tehát a sarki éghajlati zóna délebbre húzódott, mint néhány kaktusz elterjedési területe manapság (például Opuntia fragilis, Opuntia humifusa). A gleccserekben nagy mennyiségű víz tárolódott, egészében a Föld szárazabb és hidegebb bolygó volt, mint ma. A légköri páratartalom grönlandi fúróminták tanúsága szerint alacsonyabb volt a mainál. Összességében az északi kaktuszok élőhelye összezsugorodott és főleg a fügekaktusz-félék esetében az élőhelyek olyan mértékben közel kerültek egymáshoz, hogy az egyes fajok közötti keresztbeporzás lehetősége fennmaradt. Ezért a legtöbb észak-amerikai kaktusz keresztezhető egymással. A kölcsönös beporzások által biztosított genetikai transzport hasznos volt egy olyan környezetben, ahol néhány ezer évenként (néha nagyon gyors váltással) nagy mértékben felmelegedett vagy lehűlt a globális klíma. Érdekes, hogy olyan fajok, mint például az Opuntia basilaris vagy a Cylindropuntia imbricata, amelyek ma az USA viszonylag enyhébb telű és száraz déli területein él, akár -20 Celsius-fokos fagyot is könnyen elviselnek nedves környezetben. Ezeket a képességeiket még a jégkorszak alatt szerezték, elterjedésük a jégtakaró visszahúzódása után nem követte azt, amit képességeik lehetővé tennének. A szárazságtűrő kaktuszok rendelkeznek olyan tulajdonsággal, ami előrevetítette alkalmazkodásukat a hidegebb körülményekhez. A hőmérséklet csökkenésével párhuzamosan csökken a sejtmembrán fluiditása és permeabilitása is, ezért vélhetően a sejten belül felhalmozódik a CO2 és a H+-ionok és intracelluláris acidózis alakul ki. Ez ellen védő hatást fejthet ki a kaktuszokra jellemző asszimilációs mód: A szélsőségesen száraz termőhelyeken (sivatagokban, sziklák repedéseiben) élő növények speciális fotoszintézise az úgynevezett diurnális savciklus. Lényege, hogy a nappal nyitott gázcserenyílásokkal párologtató normál, ún. C3-as és a sivatagi élőhelyekre jellemző úgynevezett C4-es növényekkel ellentétben a gázcserenyílások csak este vannak nyitva, amikor a párologtatás miatti vízvesztés minimális. A szén-dioxidot a növény almasavba köti az éjszaka folyamán, és a sejtek központi vakuólumaiban tárolja másnap reggelig. Ekkor az almasav a citoplazmába transzportálódik, ahol a szén-dioxid felszabadul egy dekarboxilációs lépés után. A szén-dioxid fixáció további menete innentől megegyezik a C3-as növényekével. A kaktuszok, lévén C4-es növények, ilyen almasav-tartalékkal rendelkeznek, ami a CO2-felhalmozódás esetén hatékony puffert képezhet, miután asszimilációs folyamatok már nem zajlanak a hibernálódott sejtekben. Tény, hogy számos kaktusznak jók a fagytűrési paraméterei, de mégsem ültethetők ki szabadföldbe. Lényegében az Opuntia és a Cylindropuntia kaktuszokon kívül kevés igazi egész évben kiültethető kaktusz akad. Ennek oka valószínűleg ez, hogy a kaktuszok sivatagokban alakultak ki és akadálytalanul közlekedhettek az Amerikákat észak-dél irányban átszelő magashegységek platóin. Itt sok faj alkalmazkodott a magashegységi sivatagokra jellemző mostoha körülményekhez. Az erős sugárzáshoz, a nagy napszaki hőingadozáshoz és az éjszakai kemény lehűlésekhez. Mindössze egy jelenséggel nem találkoztak ezek a növények: jelentősebb csapadékkal. Azon őserdei fajok pedig, amelyek alkalmazkodtak a sok csapadékhoz, viszont kiegyenlített meleg, trópusi környezetben éltek. A csapadékosabb, mérsékelt övi területeken viszont ekkor nem voltak versenyképesek a kaktuszok, mivel a náluk gyorsabban növő lombos növényzet visszaszorította őket a sivatagosabb területekre. Fordulat csak a jégkorszakok beköszöntével következett be: ekkor a korábban csapadékos, meleg észak-amerikai nagy síkság mérsékelt övivé vált, nyári szárazsággal és meleggel, viszont aránylag sok téli csapadékkal és téli fagyokkal. A sarki jégtakaró gyarapodásával az éghajlat általában is szárazabbá vált. Leginkább a fügekaktusz, vagy más néven medvetalp kaktusz-félék esetén tapasztalható, hogy ezen alcsalád fajai és nemzetségei jól keresztezhetők. Ennek oka a jégkorszakok éghajlat-ingadozásaira adott adaptációs válaszban keresendő: az opuntiák nagyfokú hibridizációs képességük révén géneket "cserélhettek", ilyen módon helyben alkalmazkodtak a szomszéd területeken élő rokonok révén klimatikus változásokhoz, valamint a "hasznosnak" bizonyuló gének elérhettek olyan területen levő egyedeket is, ahol az ottani környezeti feltételek nem indokolták volna ezen gének fennmaradását, létrejöttét.

## Alkalmazkodás a télhez

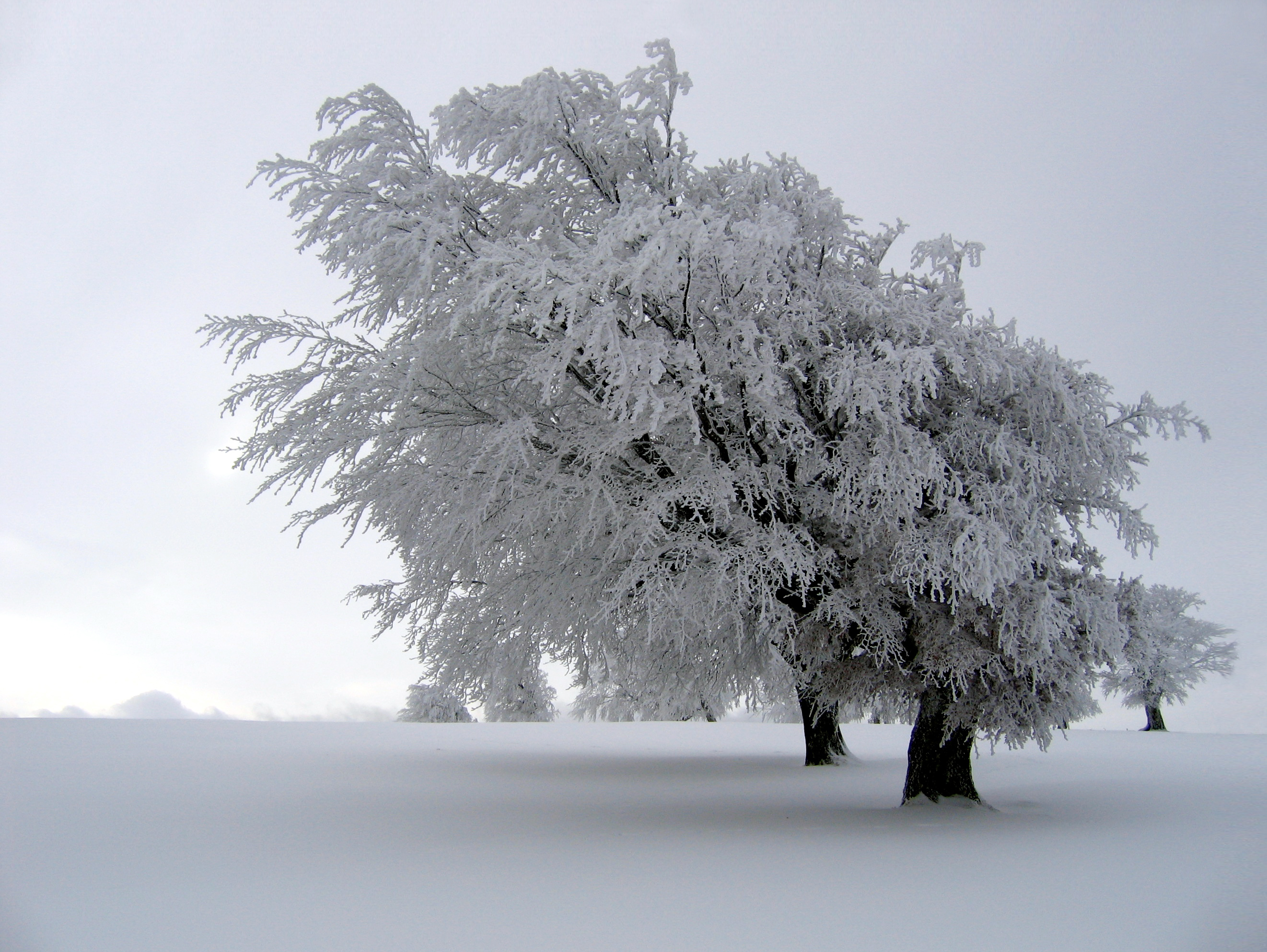
Téli csendélet zúzmarával

Mikor eljön az ősz, a szabadföldi kaktuszok összetöpörödnek, jól láthatóan leadják víztartalmuk jelentős részét, felületük csökken és a turgoruk csökkenésével praktikusnak tűnő módon a földhöz simulnak. Ha ősszel kiássuk őket látható, hogy nincsenek már hajszálgyökereik, hiába az őszi esők, vizet már nem vesznek fel. Az igazi ellenség ebben a szakaszban a hideg, gyakran heteken át hulló csapadék és a köd. Ilyenkor még pozitív a hőmérséklet, az állandó felhőzöttség miatt a UV-sugárzás csökkent. Minden adott hát a gombák és a baktériumok szaporodásának. A növényi sejtek rendesen rendelkeznek immunitással, a sejtek kommunikálnak egymással, ez viszont többnyire aktív folyamat, ami génexpressziós változásokat kíván. Tehát az ősszel már nyugalomba vonult kaktuszokra komoly fenyegetést jelentenek a mikrobák. Ha megsérülnek ilyenkor, akkor könnyen válnak áldozattá, ezért sem szabad ilyenkor már mozgatni őket. Lehet, hogy a sérülés csak a gyökerek szintjén van, mégis, a terjedő fertőzés így is lehet halálos. Mindenesetre a kaktuszokat jó vízáteresztő képességű köves-sóderes talajba érdemes ültetni. Ónos esők és a hó több módon veszélyeztetik a kaktuszokat: egyrészt állandó érintkező nedves felületet szolgáltatnak, másrészt ráfagyván a növényekre teljes hypoxiát okoznak. Annak ellenére, hogy a növények hibernált állapotban vannak, valamennyi légzésre szükségük van, ami nem gázcserenyílásokon keresztül, de lassú diffúzió útján is történhet. Másrészt az kevésbé ismert, hogy az anaerob mikroorganizmusok vajon milyen szerepet játszanak a fermentációs, rothadásos folyamatokban. Tavasszal a gyepen lehet látni, hogy a hosszú ideig tartó hóval való fedettség után nagy foltokban pusztul, penészedik a fű. Valószínűleg a kaktuszok vastag, vízre átjárhatatlan kutikulája ilyenkor még átjárhatatlanabbá válik, megakadályozva a felmacerálódást és a víz felvételét bármilyen formában. Hideg szelek ellen egyszerű és zseniális módon védekeznek ez opuntiák: egyszerűen elfekszenek és így nem szolgáltatnak kiálló részeket a fagyos szeleknek. Az egyik legérdekesebb kérdés azonban az, hogy miként alkalmazkodnak a fagyhoz a növények (nyilván a kaktuszokon kívül még rengeteg növényt érintő kérdés). Az egyik biztosan legfontosabb megoldás a kaktuszok genetikailag vezérelt őszi kiszáradása.

## Biofizikai adaptáció a fagyhoz

### A citoplazma viselkedése fagypont alatti hőmérsékleten

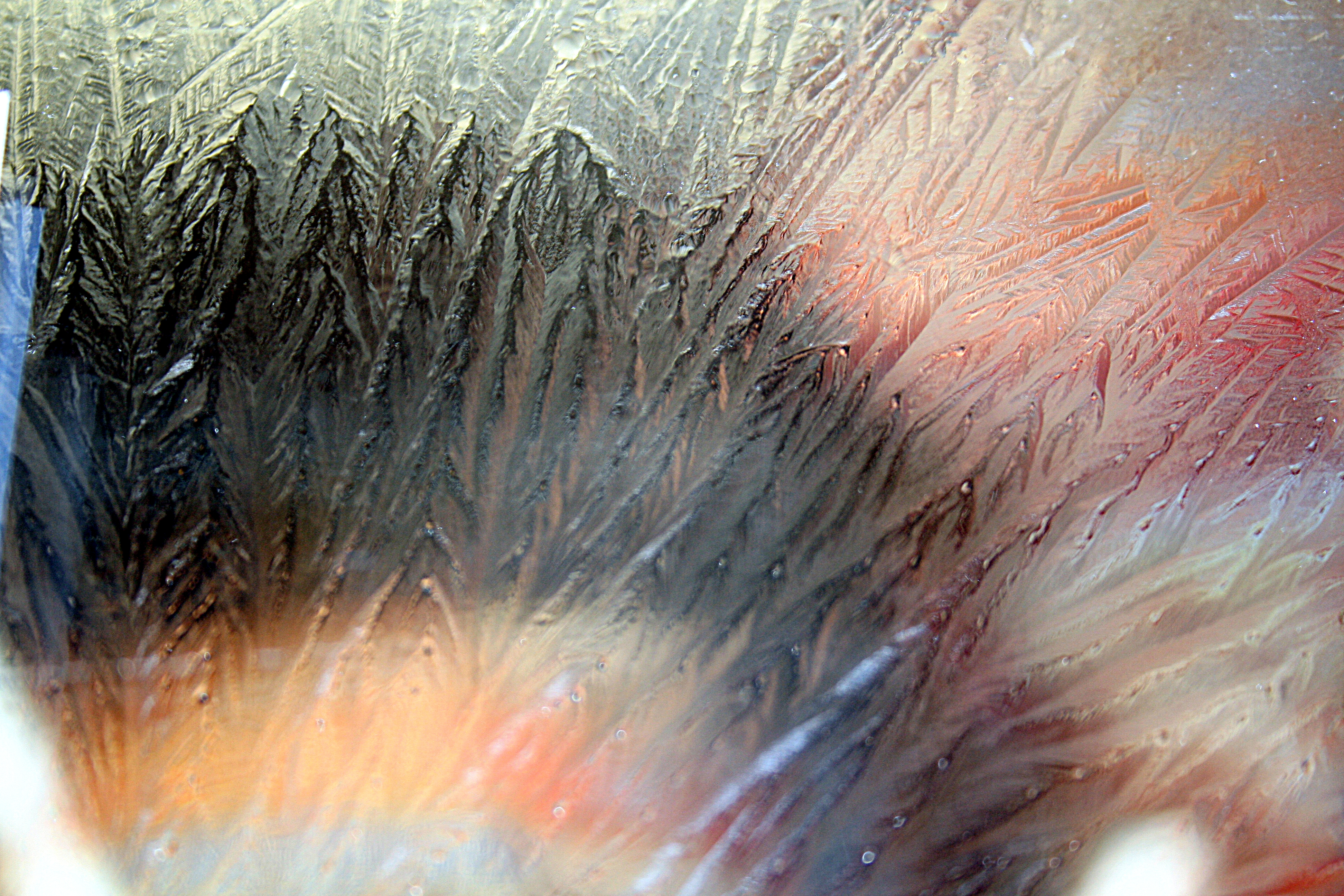
Jégkristályok üvegablakon

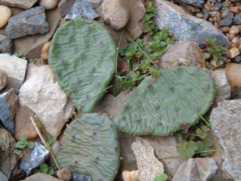
Opuntia compressa ősszel. Jól látható, hogy a kaktuszok mennyire megráncosodnak az vízvesztés miatt.

Továbbiakban arra keressük a választ, mi történik a növényi sejtekben, ha a víz fagyáspontja alá csökken a hőmérséklet. A növényi élet optimális hőmérséklete alatt a jellemző élettevékenységek lelassulnak, megváltoznak, alacsony hőmérsékleten, ha nem védi semmi a növényt ettől, bekövetkezik a fagyhalál. Előfordulhat, hogy a hűtés és fagyás okozta változás reverzibilis. Ilyenkor, valószínűleg a szövetszerkezetben bekövetkezett víz túlhűlése miatt nem következik be a fagyhalál. Fagyáskor, ha a víz csak a sejt közötti járatokban fagy meg, a fagyás a sejtekre nem terjedt át és a felengedés után folytatódik a normális élettevékenység. A jég megjelenése a szövetekben előbb-utóbb a szövet elhalásához vezet. A citoplazma különösen érzékeny a hidegre, érzékenyebb mint a sejtmag. Fagyasztáskor a citoplazma koagulál. A sejtekben lévő víz a fagyasztáskor részben a sejtközötti járatokba diffundál, a sejtekben száradásos jelenség lép fel. A víz megfagyásával egyidejűleg a sejtekben és a sejtközötti járatokban lévő gáz felszabadul, ami az oxigén eltávozásához és a sejtek fulladásához vezet. A jégképződés a fagyás káros kísérőjelensége. A jég hatására a sejtfal felszakadhat. A belső rétegek később fagynak meg mint a felületi réteg, mindez mechanikai feszültséget okoz és sejtek, szövetek sérülésével jár. A víz kifagyása a sejtnedv koncentrálódása a fehérjék részbeni denaturálódását is okozhatja. A sejtek változásai hűtéskor már a fagyáspont közelében megkezdődnek. A sejtprotoplazma viszkozitása növekszik, esetleg géllé alakul, a sejtekben lévő lipidek megdermednek. A lényeges változások azonban a sejtnedv víztartalma egy részének fagyásával indulnak meg. A kolloidok fagyása általában ugyanúgy kezdődik, mint a valódi oldatoké, itt is fennáll a fagyáspontcsökkenés jelensége, és csak a tiszta víz fagy ki a kolloid oldatból. Víz kifagyása következtében a maradék oldat koncentrációja növekszik és így fagyáspontja a valódi oldatokéhoz hasonlóan csökken. Minél kisebb a sejtek hőmérséklete, annál több víz fagy ki, de a kolloid rendszer következtében bizonyos vízmennyiség egyáltalán nem fagyasztható meg. A bekoncentrálódott plazmájú sejtek eleve ilyen állapotban vannak már. Mivel a kaktuszok már a nyár folyamán jelentős mennyiségű cukrot és más, erősen ozmotikus anyagot termelnek, a bekoncentrálódás után szabad citoplazmatikus vízről már nem beszélhetünk. Ezt kiegészítendő, mivel a kaktuszok nem képesek salakanyagaiktól egyszerű „könnyezéssel” (a trópusi növényekre jellemző) vagy lombledobással (mérsékelt övi fáinkra jellemző) megszabadulni, ezek évről évre szaporodnak bennük és hozzájárulnak a fagyáspont csökkentéséhez. Hőmérséklet-csökkentéskor, a fagyáspont elérése után először a biokémiailag szabad víz fagy ki.

### A víz kristályosodása a citoplazmában

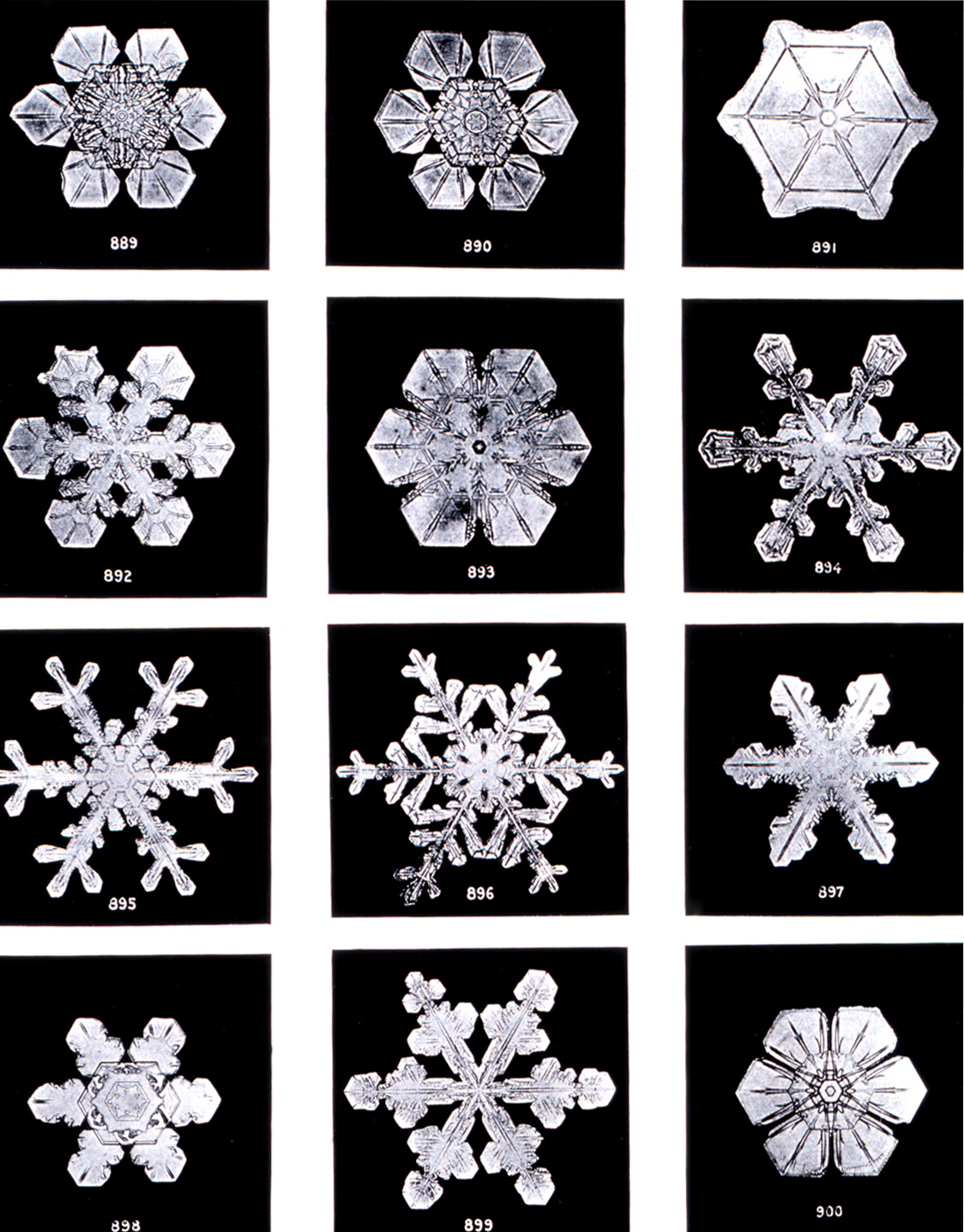
Jégkristályok, Wilson Bentley tanulmánya nyomán, 1902.

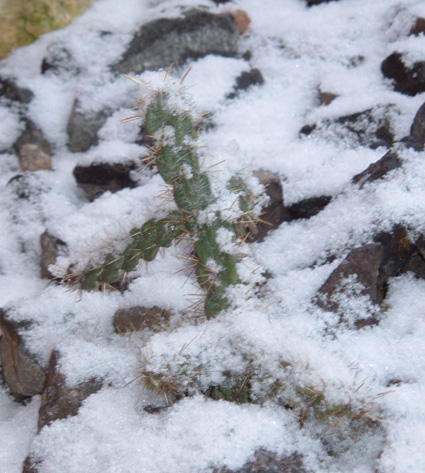
C. imbricata hóval borítva. A jégkristályok csak a kaktusz felszínén találhatók, maga a növény nem fagy meg.

Tovább hűtve a rendszert a víz fagyása folytatódik, előbb a biokémiailag kötött víz, majd a kolloidokhoz kötött víz is kezd megfagyni. A sejt, illetve a szervezet életműködése megszűnik. Fontos, hogy a kötött víz molekulái a fagyasztás során mozgásukban korlátozottak, ezért például a fehérjék, szénhidrátok stb. a denaturáció, koncentrációváltozás, pH-érték változás miatt irreverzíbilis változást szenvedhetnek. Az alacsonyabb hőmérséklet csökkenti az irreverzíbilis folyamatok bekövetkezését, ezért például gyári körülmények között fontos a fagyasztáskor a -1–5 °C tartományon való gyors áthaladás. Elgondolkodtató, hogy épp ez a tartomány az, ami körül a hőmérséklet télen gyakran ingadozik. Főleg november – december hónapokban lehet megfigyelni, hogy a hőmérséklet gyakran heteken át egy igen stabil és szűk tartományban ingadozik csak. Ennek oka abban keresendő, hogy a talaj sok vizet tartalmaz (ez a víz a humusz alkotóelemeihez kötődve nagyrészt kolloidális)és ahhoz, hogy túlhűlés helyett ez kristályosan is megfagyjon, a víz nagy fagyáshője és fajhője miatt tetemes hőenergia leadására van szükség. Ilyenkor a levegő nehezen hűl le, de nehezen is melegszik fel. Másrészt ebben az évszakban gyakran képződik köd, ami tartós lehet, s ez csökkenti a kisugárzás általi lehűlést, de a besugárzás általi felmelegedést is. Lehűléskor mindig különbség van a felület és a középpont hőmérséklete között. A hőmérséklet kiegyenlítődésekor a jég egy része visszaalakul vízzé. Kristálytani okai vannak, hogy a jéggé fagyott víz térfogata kb. 1/11 résszel megnő, ennyivel nagyobb térre van szüksége. Érthető tehát, hogy a jég károsítja a felkészületlen sejteket. A fagyasztás során először a sejtek közti térben levő víz fagy megy, mert ez kevés oldott anyagot tartalmaz. A tiszta víz nulla Celsius-fokon fagy, ha a víz más anyagot is tartalmaz feloldva, akkor csak alacsonyabb hőmérsékleten hajlandó megfagyni. Híg oldatoknál a feloldott anyag mennyiségével arányosan csökken a fagyáspont. Tehát a sejtek közti csaknem tiszta víz előbb fagy meg, mint a sejtekben levő, oldott anyagokban gazdag víz. Ahogy a sejtek közti térben megfagy a víz, a sejtfalakon át a sejtekből kezd a benti víz a sejtek közti térbe átszivárogni. Így a sejtek belsejében egyre töményebbé válik az oldat, a fagyáspont egyre csökken. A sejtek belsejének egy része ezért meg sem fagy. A későbbi végeredmény szempontjából nem mindegy, hogy mekkora jégkristályok keletkeznek: minél nagyobb a kristály, annál nagyobb sérüléseket, kárt okoz. Kis kristályokat akkor kapunk, ha minél gyorsabban minél alacsonyabb hőmérsékletre hűtünk. Gyors hűtésnél sok kristályosodási góc képződik, sok kristály alakul, lassú hűtésnél kevés a góc, ezért ugyanaz a vízmennyiség nagyméretű kristályokba fagy be. Az enzimfolyamatok, a kémiai átalakulások jelentős mértékben csökkennek ugyan, de nem szűnnek meg teljesen fagypont alatt. Egyes nem enzimekkel vezérelt átalakulási folyamatokat még elő is segít az az állapot, hogy a sejtekben nagyobb lett az oldottanyag-koncentráció. Érdekesség, hogy a kiszáradás alacsony hőmérsékleten is végbemegy. Napos, igen hideg téli idők viszonylag száraz levegőjében a jéggé fagyott vízmolekulák közvetlenül elpárolognak, ez a folyadékfázist átugró átalakulás a szublimáció. Sivatagi származású növények remekül alkalmazkodtak az ilyen száraz viszonyokhoz és a kaktuszok számára nem jelent nagy feladatot a víz megtartása. A jégkristályok mérete a lehűlés módjától függ. Mikrokristályos szerkezet kis hőmérsékletre történő gyors lehűlés keletkezik. A kristályok eloszlása egyenletes. Ha a lehűlés sebessége kicsi, a szövetekben kisszámú, nagyméretű jégkristály keletkezik, túlnyomó részben nem intracellulárisan, hanem extracellulárisan. Lassú fagyasztás esetén a sejteken belüli és a sejteken kívüli nedvkoncentráció különbségének hatására a sejtnedv víztartalma részben kidiffundál az extracelluláris térben már kialakult kristálygócokhoz. A sejtek közötti térben kialakult jégkristályok mérete növekszik, a sejtek víztartalma csökken, mintegy kiszáradnak. Hirtelen jött hidegfront okozta gyors lehűlés esetén, a hőelvonás folyamata gyorsabb, mint a diffúzió, amely a sejtekből a sejtek közötti térben lévő kristályok növeléséhez szállítaná a vizet, ezért megkezdődik a sejtnedv intracelluláris fagyása, ami halálos minden élő szövetre nézve. A gyakorlatban is megfigyelhető, hogy a lassan fagyasztott növényi vagy állati szövetekből felengedés után nagy mennyiségű sejtnedv távozik el. A természetben ezért a télálló és fagytűrő növények jó előre elkezdik az adaptációt. Ez az oka annak, hogy a fák még az első fagyok előtt megválnak lombkoronájuktól, a kaktuszok már szeptember közepén elkezdenek zsugorodni. A téli szezon hőmérséklete sem állandó, a hőmérséklet a nappali néhány pozitív fok és az éjszakai kemény fagyok között váltakozhat. Az egyik legveszélyesebb folyamat elvben a jég átkristályosodása, amely a környezet hőmérséklet-változásának függvénye. Minden felmelegedési szakaszban először a legkisebb jégkristályok olvadnak meg, mert olvadáspontjuk kisebb, mint a nagyobb jégkristályoké. Lehűtéskor ezek már a meglévő jégkristályokra fagynak rá. A kis és nagy jégkristályok fölött lévő gőznyomáskülönbség is fennáll. A másik elkerülhetetlen folyamat a száradás, amely tömegveszteséget okozhatna.

## Biokémiai adaptáció

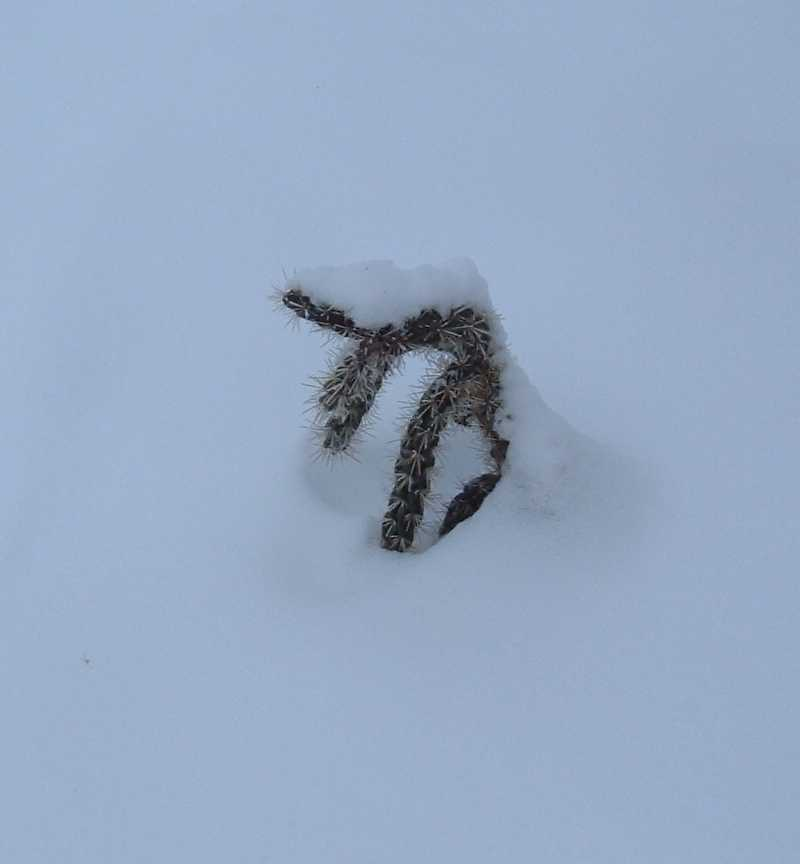
Kötélkaktusz (C. imbricata) hóban. Az egyébként felfelé néző, de télen lehajló szártagokról a havas eső és a hó le tud hullani, így a kaktusz nem roskad össze nagyobb hótakaró hatására se.

A kaktuszok gyakorlatilag „liofilezett” állapotba kerülnek a tél folyamán, a további kiszáradás ellen remek védelmet jelent az eredetileg sivatagi körülményekre kifejlesztett kutikula és az, hogy ilyenkor a gázcserenyílások zártak, mert a nagyon lelassult biokémiai folyamatok révén, a sejtek oxigénigénye szinte zérus. A nem enzimes kémiai folyamatok közül az oxidáció ezért nem jelent veszélyt a téli inaktivitásba vonult növényekre. Ha működne, akkor elsősorban a sejtmembránban levő telítetlen szénláncú zsírsavak oxidálásával, valamint a citoplazmatikus membránrendszerek oxidatív rendszereinek tönkretételével jelentene halálos veszélyt a növényi sejtekre, minthogy alacsony hőmérsékleteken a membrán-repair már nem lehet hatékony. Ez ellen vélhetően a növényi sejtek szabad gyök kötő molekulákkal (mint amilyen maga a C-vitamin is) védekeznek, valamint a vastag, összetöppedt kutikula oxigén-áteresztő képessége jelentősen lecsökken. Biokémiailag ilyenkor minden olyan rendszer csökkent aktivitású, ami oxidokat, peroxidokat produkálhatna, így például a fotoszintézis is. Burgonyafélék gumóján lehet megfigyelni, hogy a föld alatti szártagokban a zöld színtestek (kloroplasztiszok) keményítőt halmoznak fel és ún. leukoplasztiszokká alakulnak, tároló funkcióval. Ha azonban felszínre kerülnek, az ellenkező folyamat játszódik le (a kloroplasztiszok saját genetikai programjának jóvoltából). Az mindenesetre megfigyelhető, hogy ősszel a kaktuszok bordós színt vesznek fel és zöld színezetük csökken. Mégis, a hypoxia esetenként a legveszélyesebb a kaktuszokra nézve, méghozzá ott, ahol a kaktusz a földdel állandóan érintkezik: a szártagok gyökeres részein, ahonnan a leggyakrabban indul ki rothadásos folyamat. Mindenki tapasztalhatta már, akinek volt kaktusza, hogy a víz pangása a kaktuszokra nézve végzetes, s a rothadás alulról indul meg, néha észrevehetetlenül. Az, hogy miként védekeznek a mérsékelt övi fajok ez ellen, még nem ismert. Megfigyelhető, hogy a kaktuszok földbe nyúló részének kutikulája „elfásodik”, megvastagodik, talán ez lehet az egyik védekezési mód.

## Télálló fajok
Télálló fajok elsősorban a fügekaktuszok (Opuntioideae), Austrocactus, Corynopuntia, Coryphantha, Cylindropuntia, Echinocereus, Escobaria, Maihuenia, Pediocactus, Sclerocactus fajok közül kerülhetnek ki, bár meg kell jegyezzem, nem igazán ismertek ezen fajoknak a környezeti igényei, jelenleg kísérletek folynak velük. Az Opuntia, a Cylindropuntia, Echinocereus, Maihuania kaktuszok tűnnek a legígéretesebbeknek.
Az alábbi adatok Török László télálló kaktuszokkal foglalkozó amatőr kertész honlapjáról származnak:
Cylindropuntia
C. imbricata (Kötélkaktusz)
C. viridiflora
C. whipplei
C. kleiniae
Maihuenia
M. poeppigii
Opuntia (Fügekaktuszok)
O. basilaris (Hódfarkú fügekaktusz)
O. basilaris var. brachyclada
O. calcicola
O. compressa (Henye fügekaktusz)
O. chlorotica X phaeacantha
O. curvospina
O. cymochila

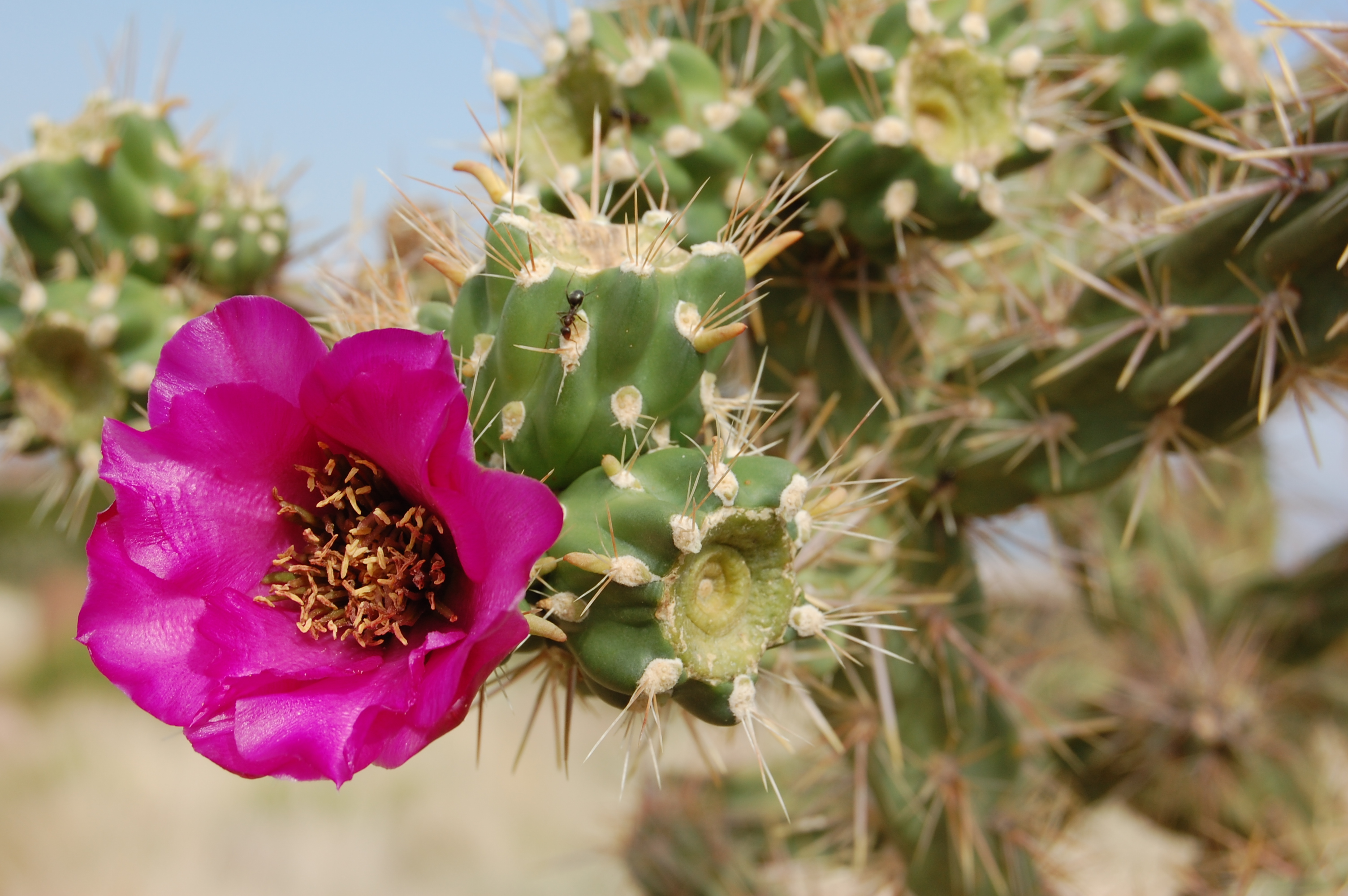
Kötélkaktusz (Cylindropuntia imbricata)

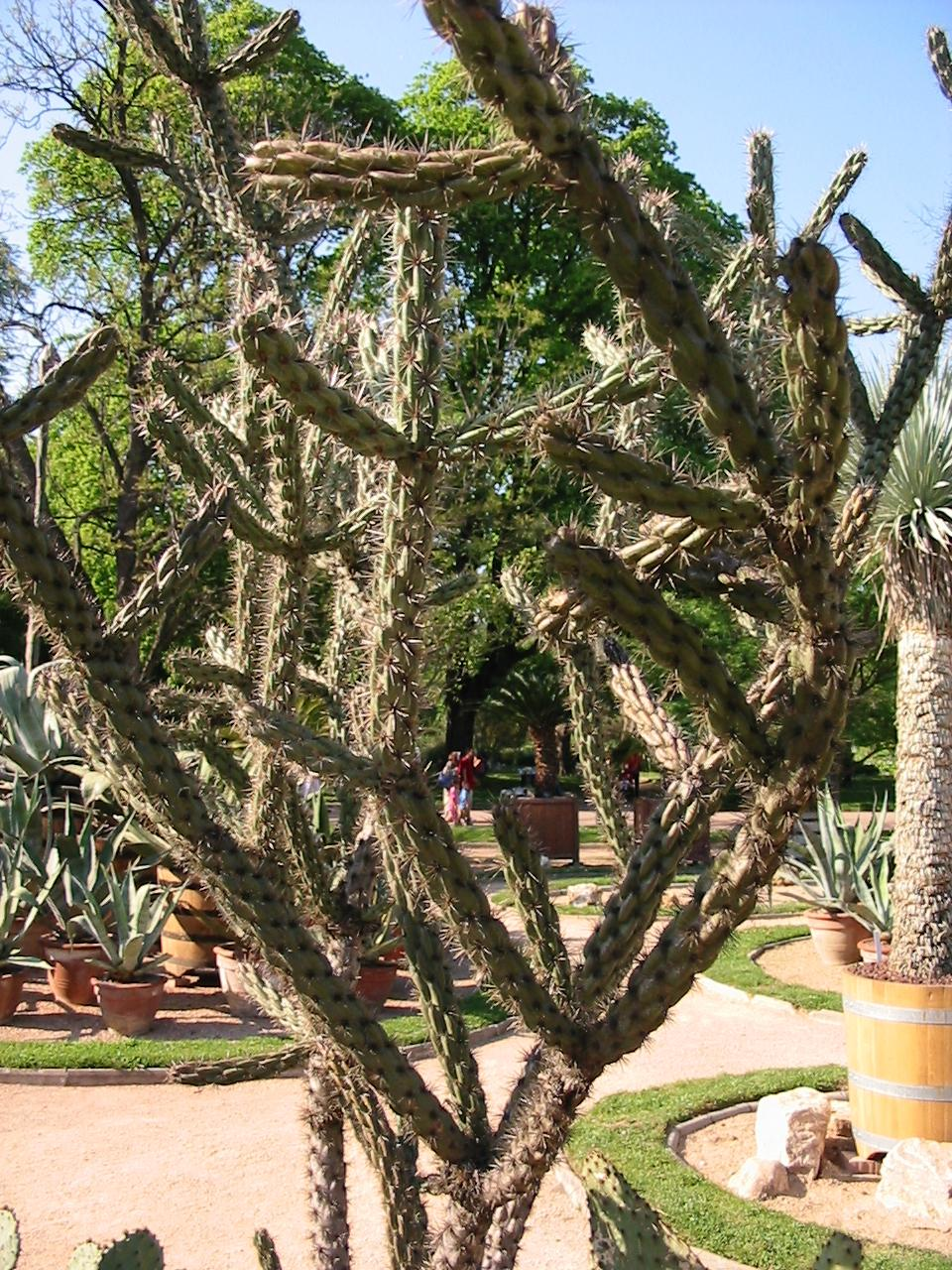
Cylindropuntia imbricata

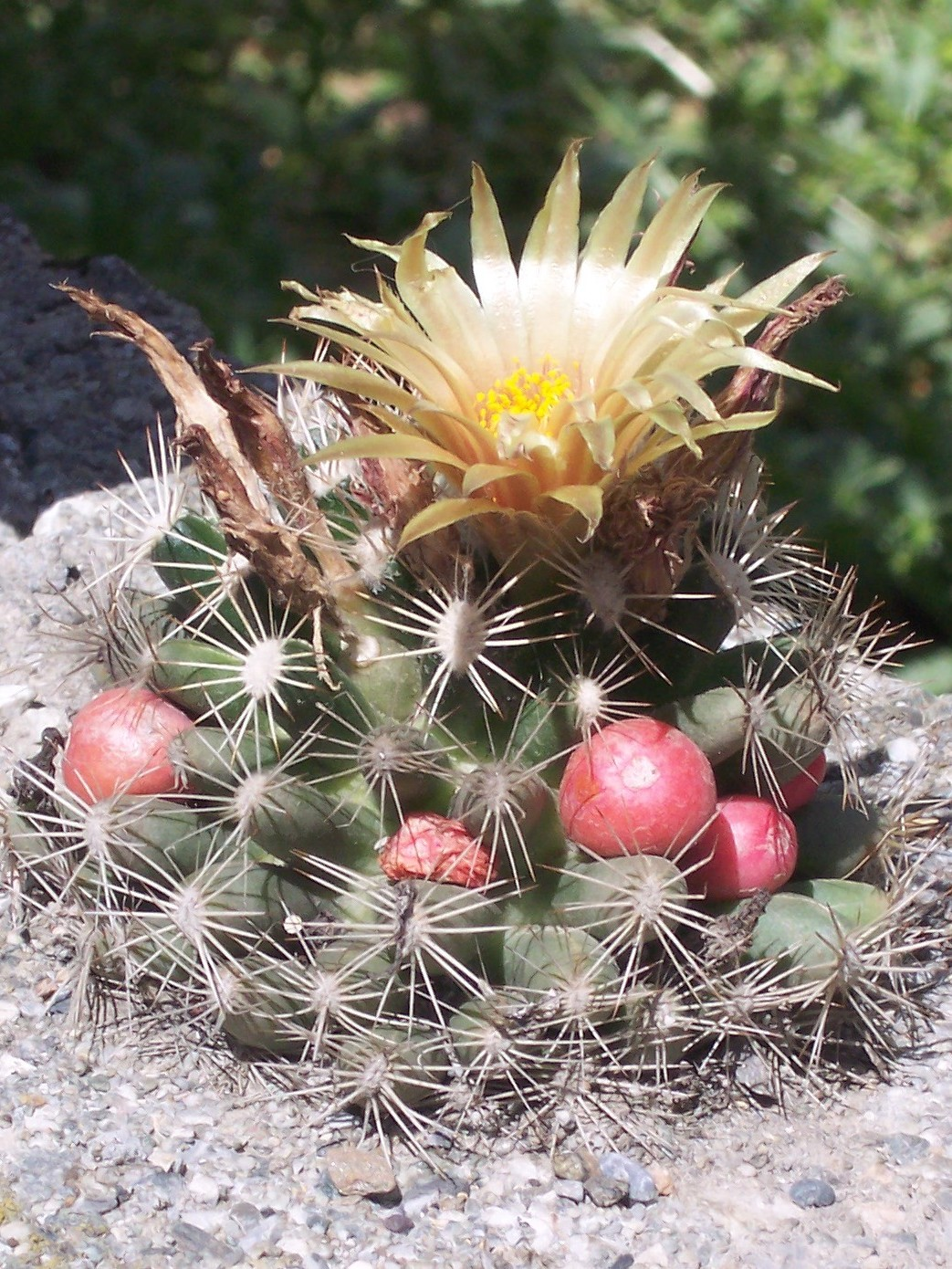
Escobaria missouriensis

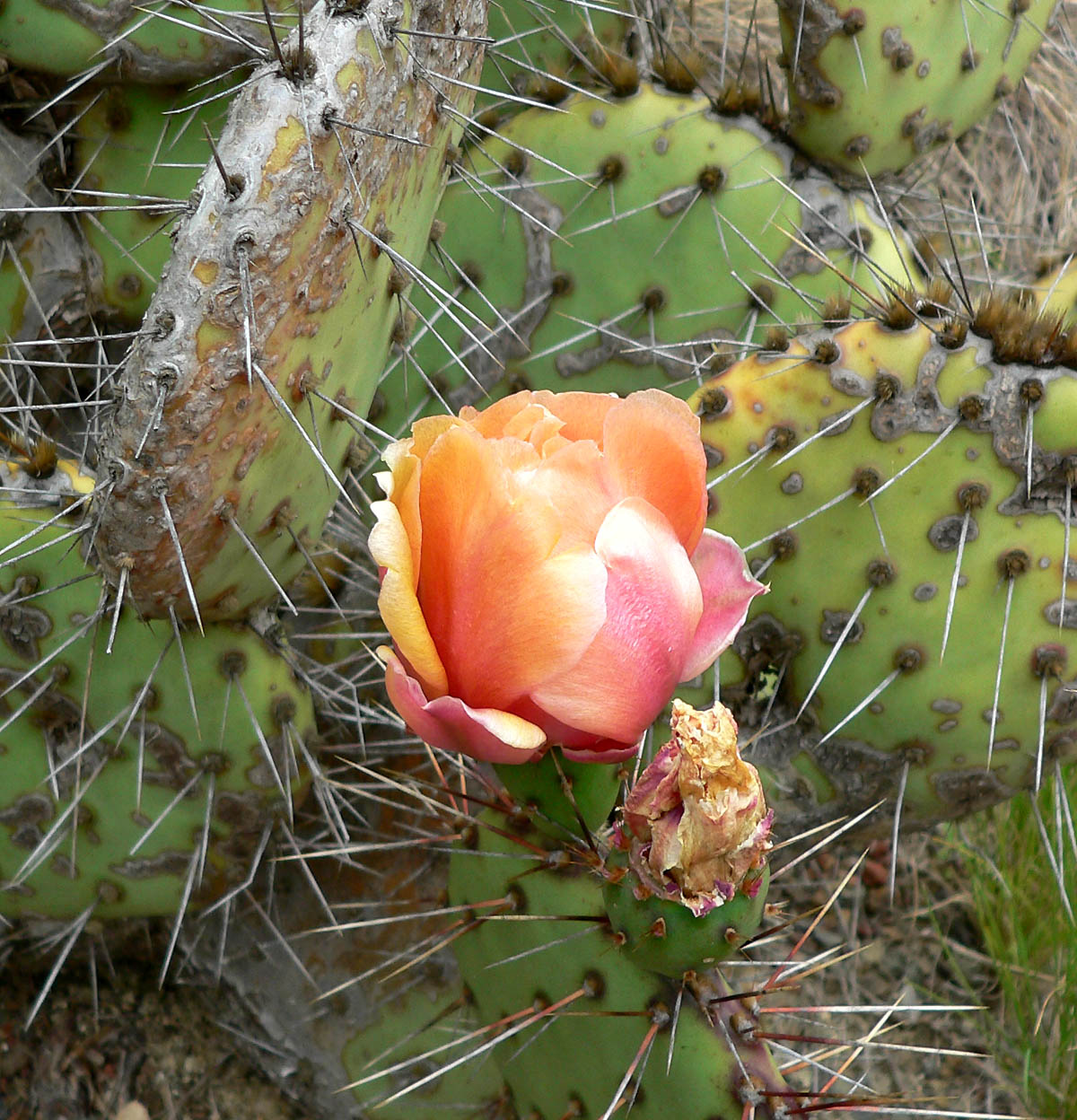
Opuntia phaeacantha

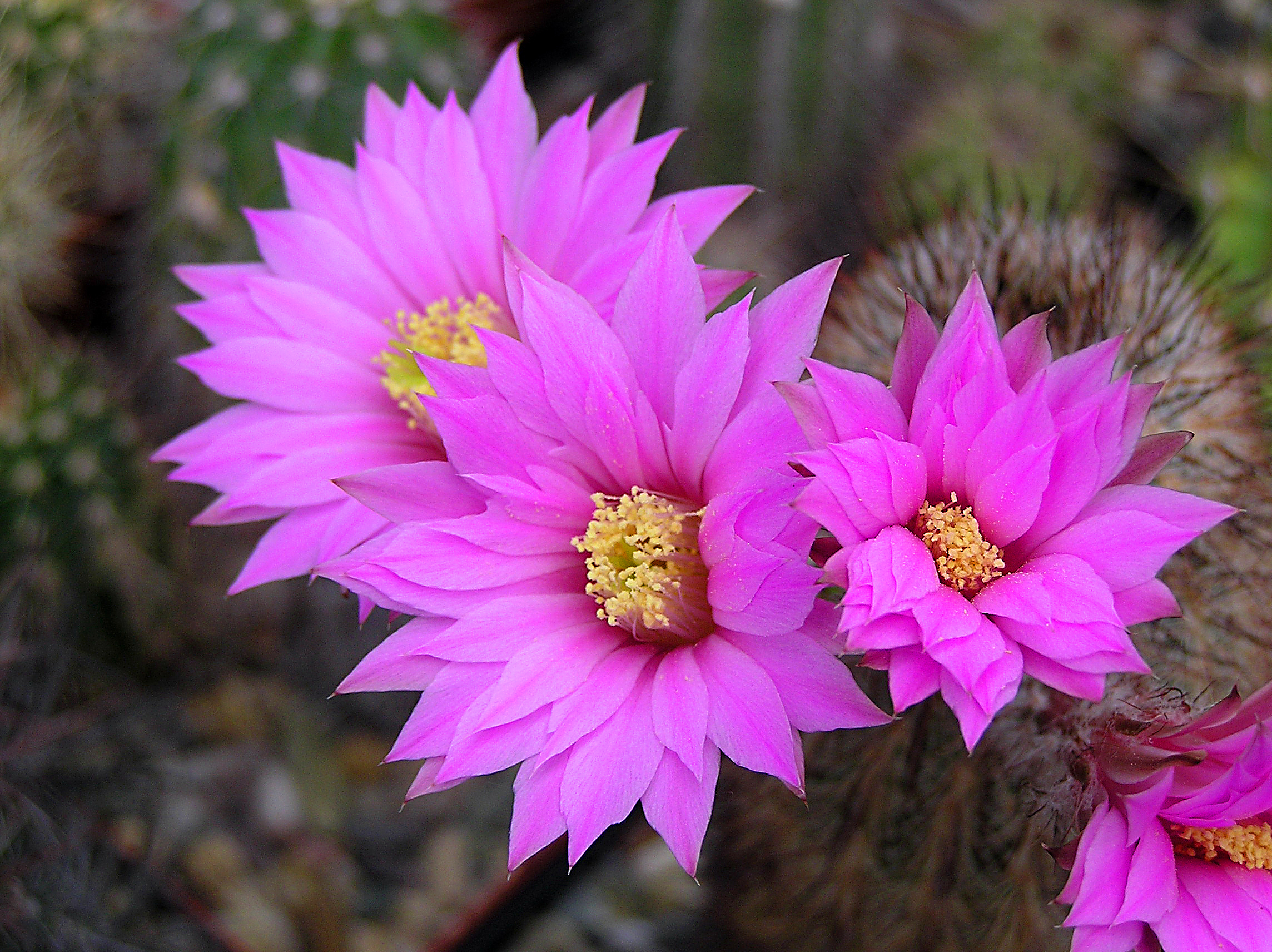
Echinocereus laui

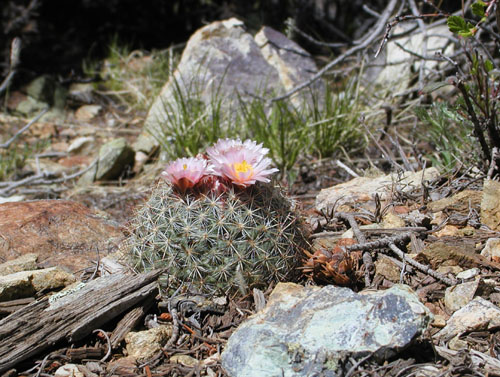
Pediocactus simpsonii

O. engelmannii (Engelmann-fügekaktusz)
O. erinacea
O. erinacea var. utahensis
O. fragilis (Törékeny fügekaktusz)
O. fragilis var. brachyarthra
O. fragilis var. denudata
O. fragilis var. parviconspicua
O. fragilis var. fragilis X O. polyacantha var. polyacantha
O. fragilis var. fragilis X O. rutila
O. humifusa X O. fragilis
O. fragilis var. brachyarthra X O.humifusa
O. polyacantha X O. fragilis
O. rutila X O. polyacantha
O. rutila X O. erinacea var. utahensis
O. fragilis X O. erinacea
O. rutila
O. fragilis X O. polyacantha v. rufispina
O. fragilis X O. erinacea var. utahensis
O. humifusa (Ördögnyelv-fügekaktusz)
O. arkansana
O. oplocarpa
O. loomisii
O. macrorhiza
O. grandiflora
O. greenii
O. stenochila
O. tortispina
O. macrorhiza var. pottsii
O. macrorhiza var. montana
O. macrorhiza
O. phaeacantha (Opuntia phaeacantha)
O. phaeacantha var. camanchica
O. phaeacantha var. major
O. phaeacantha var. major f. cyclodes
O. mojavensis
O. woodsii
O. phaeacantha hibridek
O. polyacantha
O. polyacantha var. hystricina
O. polyacantha var. juniperina
O. polyacantha var. rufispina
O. Opuntia polyacantha var. schweriniana

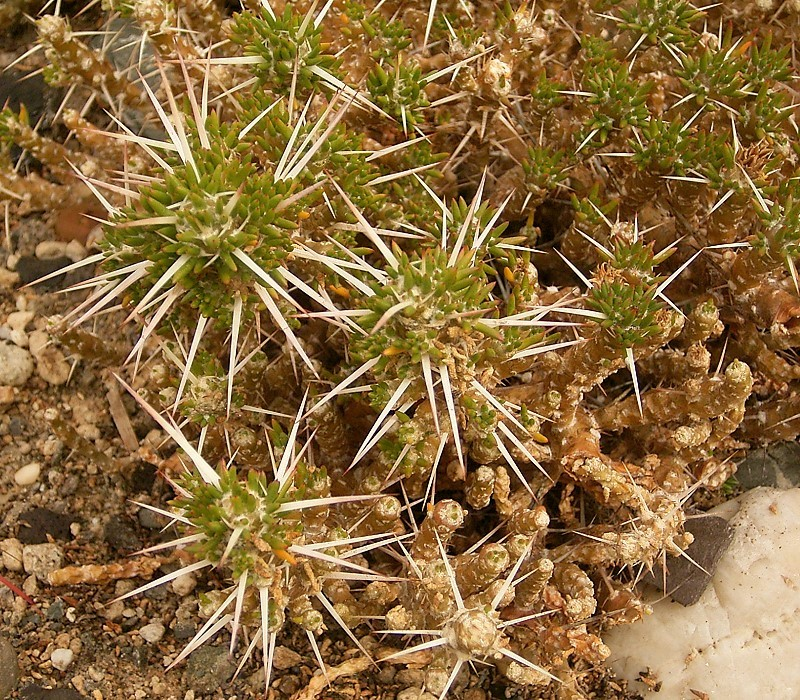
Patagóniai leveleskaktusz
Maihuenia patagonica

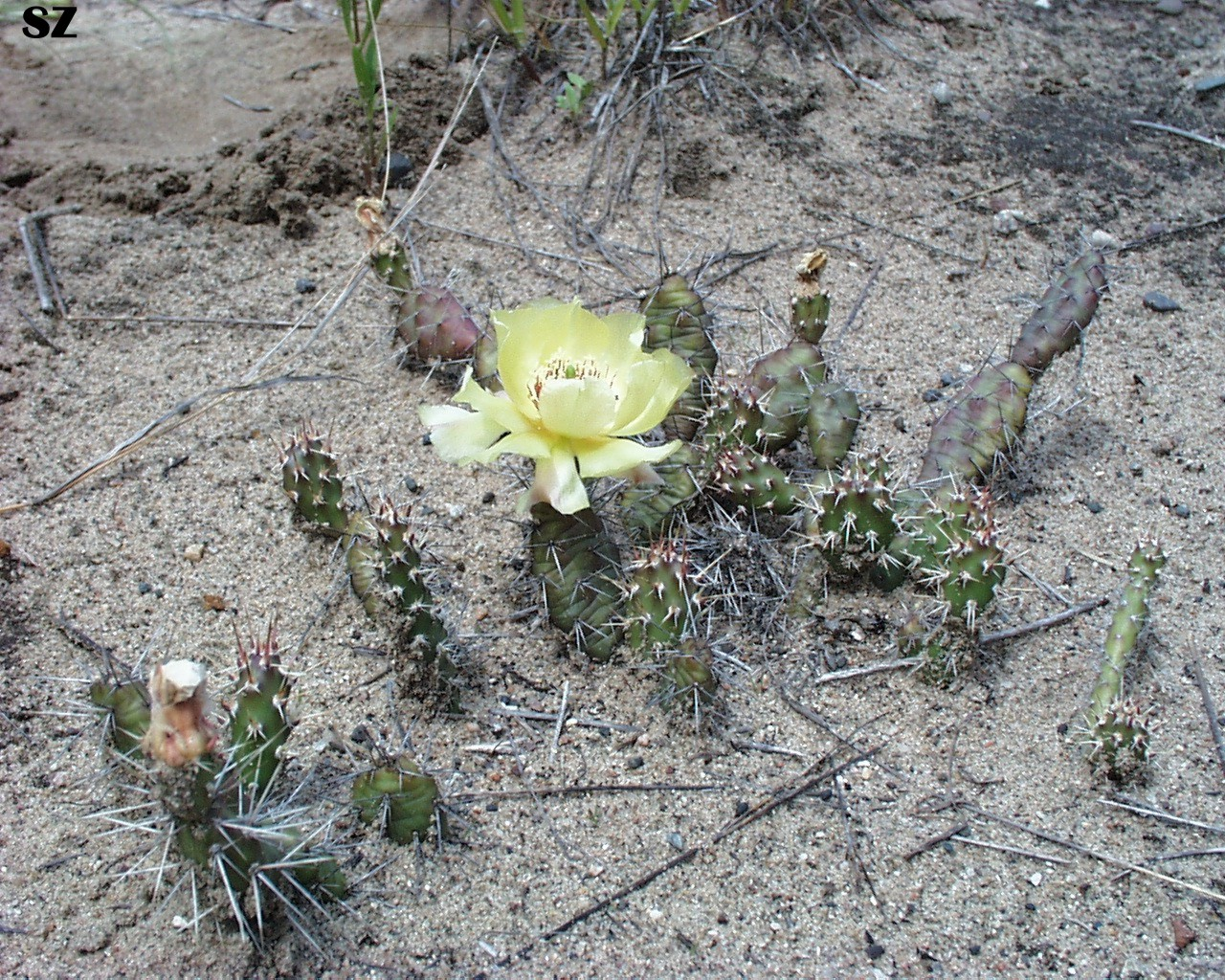
Törékeny fügekaktusz
Opuntia fragilis

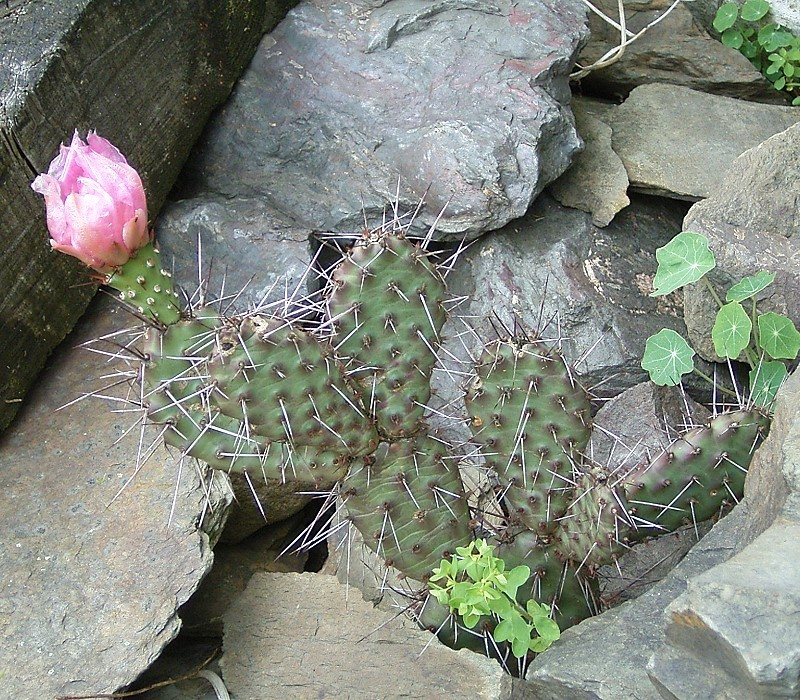
Soktüskés fügekaktusz
Opuntia polycantha

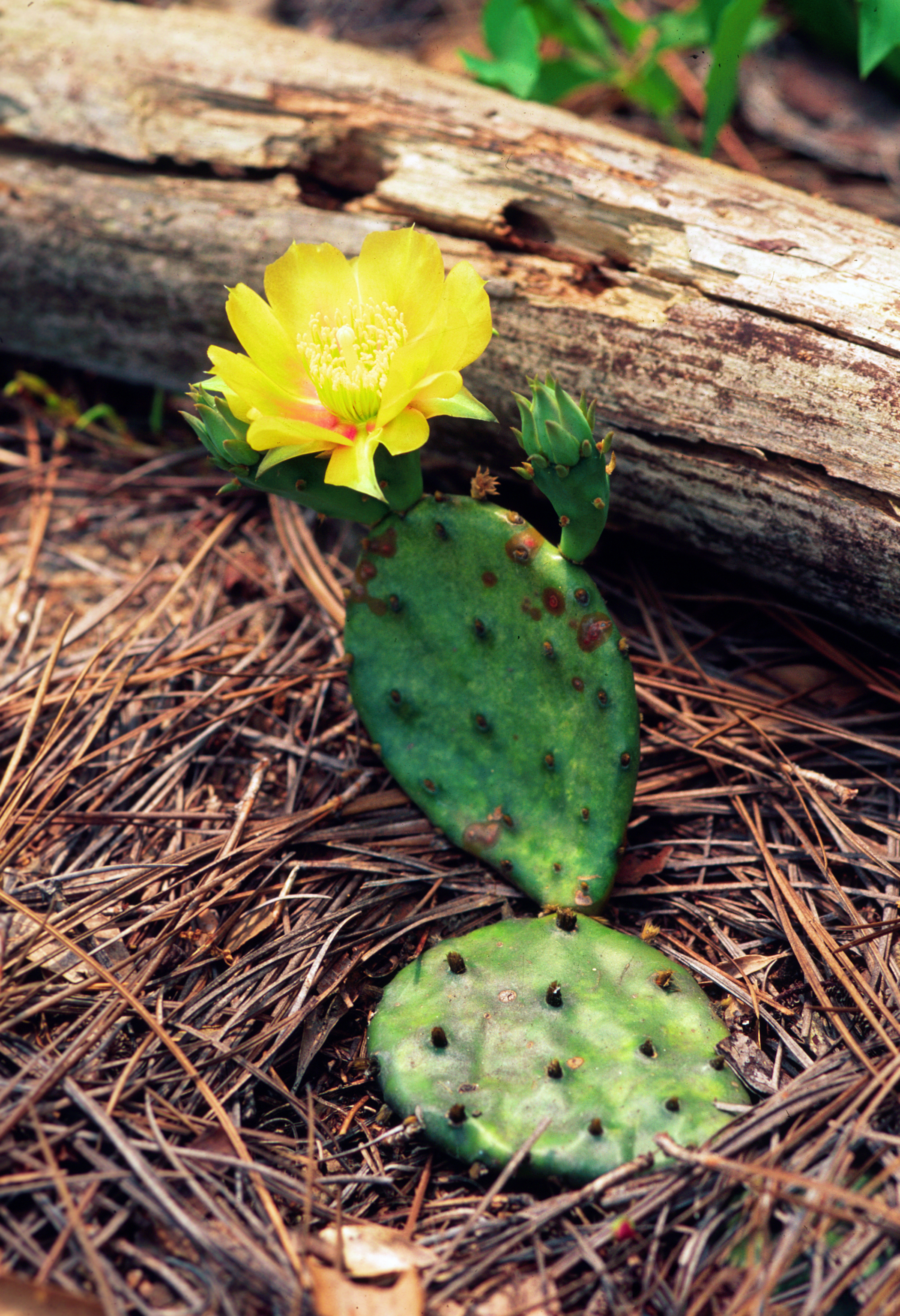
[Ördögnyelv fügekaktusz]
Opuntia humifusa

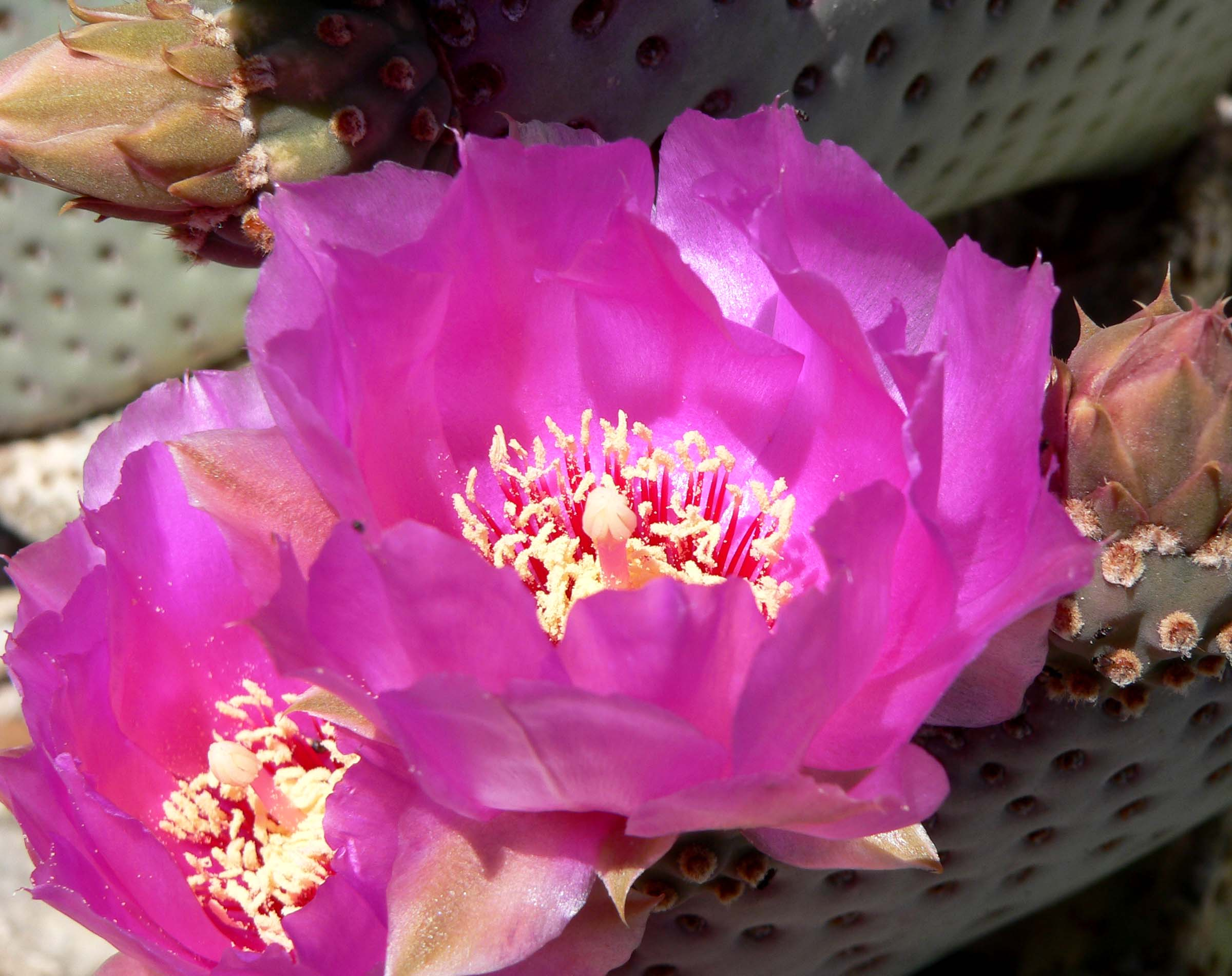
[Hódfarkú fügekaktusz]
Opuntia basilaris

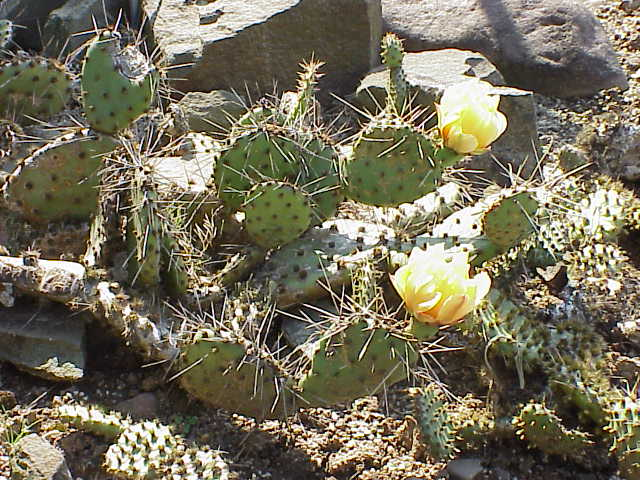
[Ördögnyelv fügekaktusz]
Opuntia humifusa

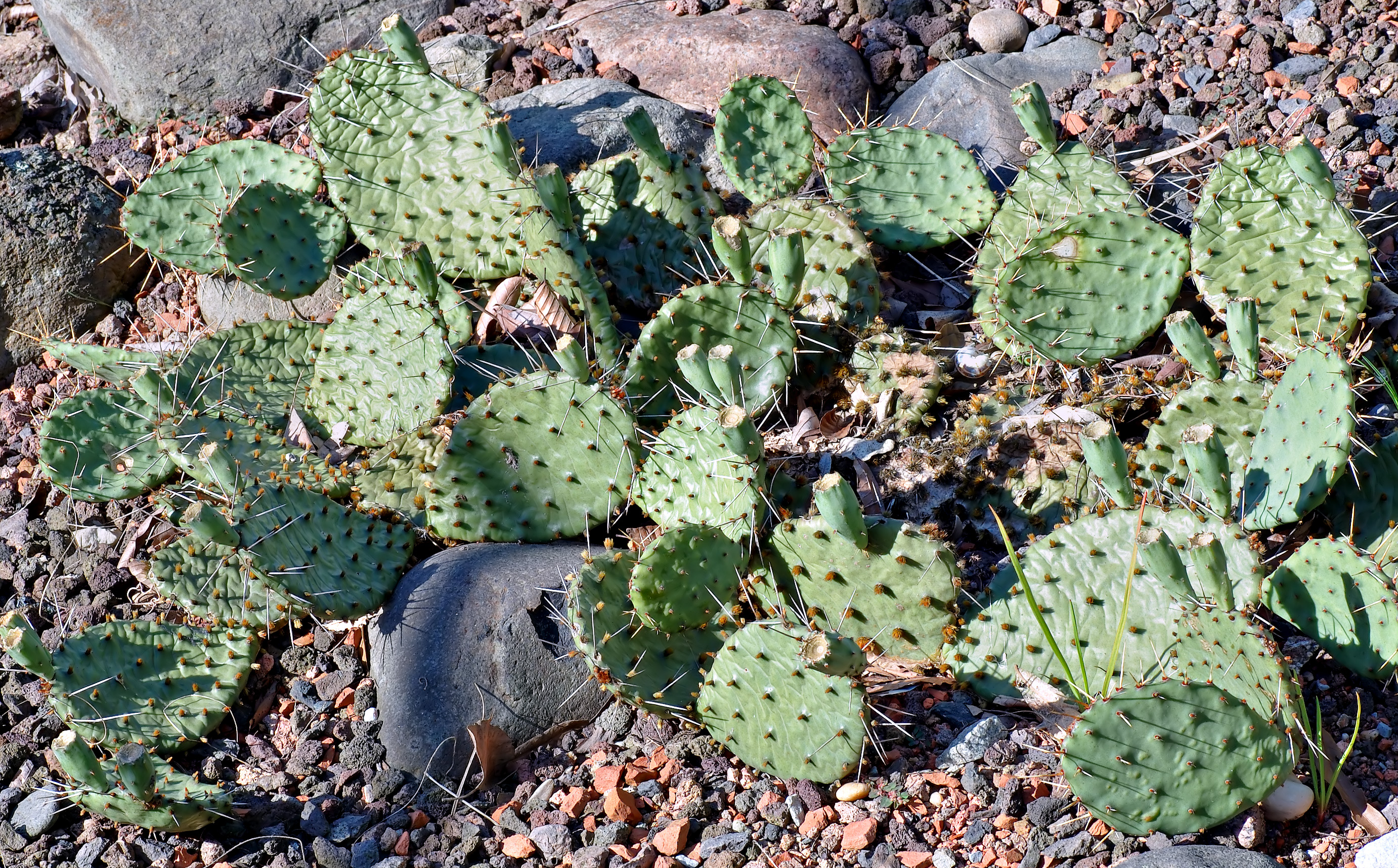
[Opuntia compressa]
Opuntia compressa

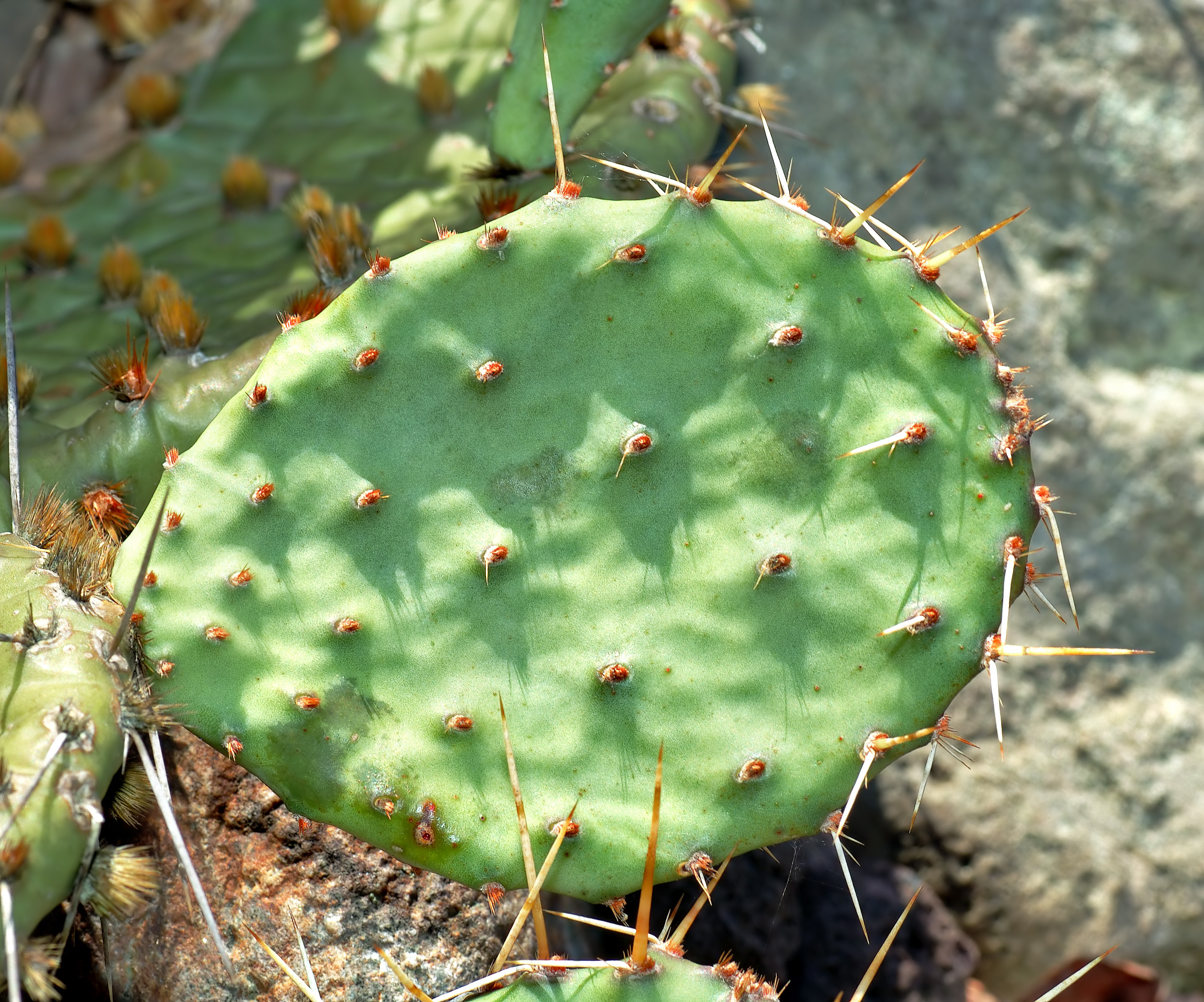
[Opuntia compressa]
Opuntia compressa

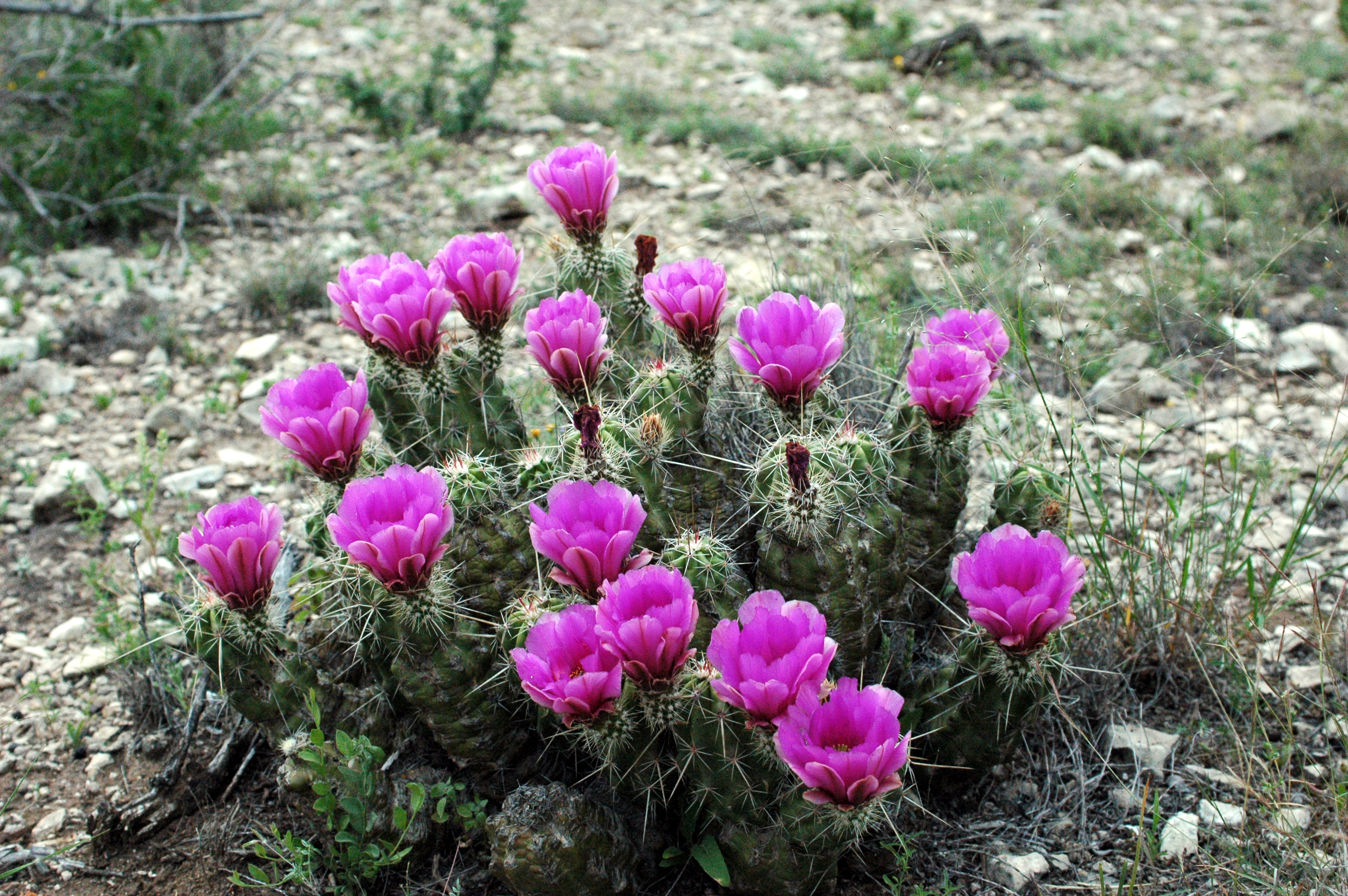
Echinocereus triglochidiatus

O. X wootonii

### Takarást igénylő fajok
Cylindropuntia leptocaulis ("Pencil Cholla")
Cylindropuntia ramosissima ("Diamond Cholla")
Cylindropuntia spinosior
Grusonia grahamii ("Mounded Dwarf Cholla")
Echinocereus albispinus
Echinocereus coccineus ("Aggregate Cactus")
Echinocereus fendleri v kuenzleri ("Kuenzlers Hedgehog Cactus")
Echinocereus reichenbachii v baileyi ("Bailey's Lace Cactus")
Echinocereus reichenbachii v perbellus ("Texas Black Lace Cactus")
Echinocereus triglochidiatus v "octacanthus"
Echinocereus triglochidiatus v mojaviensis forma inermis ("Spineless Mojave Hedgehog Cactus")
Echinocereus viridiflorus ("Green Flowered Torch Cactus")
Escobaria missouriensis cv "Robustior" ("Robust Missouri Pincushion Cactus")
Escobaria missouriensis v caespitosus ("Clustering Missouri Pincushion Cactus")
Escobaria organensis ("Organ Mountains Pincushion Cactus")
Escobaria vivipara ("Pincushion Cactus")
Opuntia aurea, white flowers
Opuntia sanguinocula ("Red Eyed Prickly Pear")
Opuntia tortispina ("Twisted Spine Prickly Pear")
Pediocactus simpsonii v minor ("Mountain Cactus")

### Fajok és télállósági mutatóik
| Faj                                    | Szinonima                                 | amerikai elnevezés         | télállóság |
| -------------------------------------- | ----------------------------------------- | -------------------------- | ---------- |
| Opuntia basilaris                      |                                           | Beavertail pricklypear     | III        |
| Opuntia chlorotica                     |                                           | Dollarjoint pricklypear    | III        |
| Opuntia clavata                        | Grusonia clavata                          | Club cholla                | IV         |
| Opuntia engelmannii var. engelmannii   | Opuntia phaeacantha var. discata          | Desert pricklypear         | III        |
| Opuntia engelmannii var. linguiformis  | Opuntia linguiformis                      | Tongue pricklypear         | IV         |
| Opuntia erinacea var. erinacea         |                                           | Grizzlybear pricklypear    | II         |
| Opuntia erinacea var. hystricina       | Opuntia hystricina                        | Grizzlybear pricklypear    | III        |
| Opuntia erinacea var. utahensis        | Opuntia rhodantha                         | Grizzlybear pricklypear    | I          |
| Opuntia fragilis                       |                                           | Brittle pricklypear        | I          |
| Opuntia humifusa                       | Opuntia compressa / rafinesquei           | Devil's-tongue pricklypear | I          |
| Opuntia imbricata                      | Cylindropuntia imbricata                  | Tree cholla                | II         |
| Opuntia kleiniae                       | Cylindropuntia kleiniae                   | Klein's cholla             | IV         |
| Opuntia leptocaulis                    |                                           | Christmas cholla           | III        |
| Opuntia littoralis var. vaseyi         | Opuntia vaseyi                            | Coastal pricklypear        | II         |
| Opuntia macrocentra                    | Opuntia violacaea                         | Purple pricklypear         | III        |
| Opuntia macrorhiza                     | Opuntia tortispina                        | Grassland pricklypear      | II         |
| Opuntia phaeacantha var. camanchica    | Opuntia camanchica                        | Brownspine pricklypear     | II         |
| Opuntia phaeacantha var. major         | Opuntia arizonica / mojavensis            | Great pricklypear          | II         |
| Opuntia phaeacantha var. phaeacantha   |                                           | Tulip pricklypear          | I          |
| Opuntia polyacantha var. juniperina    | Opuntia sphaerocarpa                      | Juniper pricklypear        | II         |
| Opuntia polyacantha var. polyacantha   |                                           | Hairspine pricklypear      | I          |
| Opuntia polyacantha var. rufispina     | Opuntia rutila                            | Plains pricklypear         | I          |
| Opuntia spinosior                      | Grusonia spinosior                        | Cane cholla                | IV         |
| Opuntia stricta                        |                                           | Erect pricklypear          | IV         |
| Opuntia whipplei                       | Cylindropuntia whipplei                   | Whipple Cholla             | II         |
| Opuntia X "Smithwick"                  |                                           |                            | I          |
| Echinocereus coccineus var. arizonicus | E.polyacanthus var. neomexicanus          |                            | III        |
| Echinocereus coccineus var. coccineus  | E.polyacanthus var. rosei / E.octacanthus |                            | III        |
| Echinocereus coccineus var. gurneyi    | E.triglochidiatus var. gurneyi            |                            | III        |

Magyarázat a táblázathoz
- Télállósági fok:
  - I = télálló -30 °C-ig, védelem nélkül is
  - II = télálló -20 °C-ig, védelem nélkül is
  - III = télálló -20 °C-ig (védelem javasolt)
  - IV = télálló -15 °C-ig (védelem javasolt)

(A német nyelvű wikipedia.de hasonló témájú szócikke alapján).

### Egyes fajok elterjedése
| Faj                      | amerikai elnevezés      | elterjedés                                                                                              |
| ------------------------ | ----------------------- | --- |
| Opuntia basilaris        | Beavertail pricklypear  | Utah, Arizona, California, Nevada                                                                       |
| Opuntia chlorotica       | Dollarjoint pricklypear | Utah, Arizona, California, Nevada                                                                       |
| Opuntia cymochila        | Grassland pricklypear   | Texas, Oklahoma, Colorado, New Mexico, Oklahoma, Kansas, Nebraska                                       |
| Opuntia engelmannii      | Cactus apple            | Texas, Oklahoma, New Mexico, Oklahoma, Missouri, Nebraska, California, Nevada, Utah, Arizona, Louisiana |
| Cylindropuntia imbricata | Tree cholla             | Texas, Kansas, Oklahoma, New Mexico, Colorado, Arizona                                                  |
| Cylindropuntia whipplei  | Whipple cholla          | Oklahoma, New Mexico, Colorado, Arizona, Utah                                                           |

(A United States Department of Agriculture honlapja nyomán: http://plants.usda.gov)

## Tanácsok szabadföldi tartásukhoz

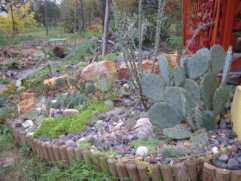
Télálló kaktuszok sziklakertje. Sóder és bazaltzúzalék képezi a sziklakert alapját.

Ebben a pontban néhány hasznos tanácsot szeretnék nyújtani a kültéri kaktuszos hobbi kezdőinek.

### Milyen fajokat válasszunk?
A minden tekintetben a mi éghajlatunkat toleráló és valóban télálló (nem csak fagytűrő) kaktuszok a fügekaktusz-félékből kerülnek ki. Elsősorban a keleti part erdős és a nagy préri északi részének kaktuszai azok, amelyek a célnak megfelelnek. A legesélyesebbek: az O. compressa, O. humifusa, O. polyacantha, O. fragilis fajok.

### Hova ültessük őket?
Természetesen a déli kitettségű, esetleg a házfalhoz közel fekvő területek a legmegfelelőbbek. Bármely fal déli oldala, amit egész évben napfény ér, ideális hely. De a legellenállóbb fajok egészen nyitott térségeken is megélnek. Tanácsolható, hogy ha lehet, képezzünk ki nekik egy enyhe lejtésű, kelet-nyugati csapású kis dombot. Érdemes a kaktuszkertet kiemelni a környezetéből a talajnedvesség csökkentése céljából, másrészt a talajmenti fagyok ellen is szolgál némi védelmül; a kaktuszokat, ha dombon fekszik a házunk, érdemes a magasabb, de szélnek kevésbé kitett (tehát nem a gerincen lévő) területre ültetni. Fontos, hogy erdő szélére nem érdemes fügekaktuszokat ültetni (főként tüske nélkülieket nem), mert a vaddisznók és őzek rájárhatnak. Fa vagy bokor alá ne ültessük őket, mert egyrészt azok árnyékolnak, másrészt az ősszel lehulló, majd az őszi esőktől nedves és rothadó levelek alatt a kaktuszok megbetegedhetnek.

### Hogyan szaporítsuk vegetatívan a kaktuszokat?
A kaktuszoknál általában ismertek érvényesek. A fügekaktuszok hajtásait feldaraboljuk a szártagok kapcsolódásánál vagy magukat a szártagokat is 2-4 vagy akár 8 darabba vághatjuk. Sokszor a fektetett hajtások jobban gyökeresednek, mint a függőlegesen ültetettek (a természetben is így gyökeresednek). Tehát: először tiszta késsel levágjuk a szártagokat, majd száraz, félárnyékos helyen legalább egy hétig várakozunk (3 hét várakozási idő az optimális). Ezt követően leültetjük a kaktuszokat. Ha függőlegesen ültetjük őket, akkor lehetőleg ne a sebfelület nézzen a talaj felé. Ha vízszintesen ültetünk, akkor úgy öntözzünk, hogy a víz ne folyjon rá a kaktuszra, hanem csak mellé. Ültetés szempontjából a nyári hónapok az előnyösek vagy a késő tavasz. Ősszel ne ültessünk és ne szaporítsunk!

### Milyen talajt kívánnak?
A talaj kémhatása elsősorban inkább enyhén savas kell, hogy legyen, a meszes talajtípusokat nem kedvelik a kaktuszok. Az úgynevezett öntéstalaj és a nem szikes, sós öntéstalajok, valamint a homok és a vulkáni eredetű talajok ideálisabbak. A talajnak jó vízáteresztő képességűnek kell lennie. Példa a talaj egy lehetséges kivitelezésére: Az altalaj fölé lehet helyezni kavics és sóder-réteget, de el is lehet hagyni, ha kiemeljük kissé az alapot (lehet kapni kis, kettévágott fatörzsekből összeállított szegélyt, ami pácolása miatt ellenáll sokáig a korhadásnak), majd ezt követheti egy sóderrel elkevert földréteg, efölött következik egy néhány cm vastag tiszta sóderréteg és érdemes még a felszínre egy réteg bazaltzúzalékot helyezni. A bazalt előnyösebb, mint a mészkő, mivel egyrészt vegyhatása előnyösebb, másrészt nagy hőelnyelő képessége folytán jobb a talaj hőgazdálkodása, melegebb mikroklímát teremt.

### Hogy helyezzük el egymáshoz képest a növényeket?
Általában elsőre senki se gondolná, amikor kézhez veszi első kaktuszát, hogy milyen gyors és erőteljes növekedésre képesek. A fügekaktuszok nagyobb fajai nagyon gyorsan el tudják nyomni a kisebbeket, másrészt a kisebbek is bizonyos idő után betöltik a rendelkezésre álló teret. Időnként érdemes újra telepíteni vagy elajándékozni a felesleget. De ki ne dobjuk a kaktuszokat a kert egy zugába vagy a település határára, mert regenerálódásra képesek és meggyökeresednek!

### Hogyan tegyük tisztába a kertet?
A legnagyobb elővigyázatosság és több centiméter kőzúzalék ellenére nem kerülhetjük el a madársóska, folyondár és más gazok támadását. Az egyetlen hatásos módszer, hogy vagy kézzel, vigyázva kihúzzuk, vagy beszerzünk valamilyen nagyobb csipesszerű eszközt. Vegyszereket nem alkalmazhatunk, mivel a kaktuszok kétszikűek és a legtöbb gyom is az.

### Öntözzük-e télálló kaktuszainkat?
Azt mondhatjuk, hogy még a legszárazabb, legaszályosabb években sem kell félnünk kiszáradásuktól (hacsak nincs felettük tető). Inkább azért van szükség az öntözésre a tavaszi és nyári időszakban, hogy ne ősszel, hanem inkább a nyári hónapokban fejlesszenek hajtásokat, illetve azért, hogy nagyobb hajtásokat hozzanak. Természetesen a túlzott locsolás megárt nekik. Ősszel kerüljünk mindenféle locsolást.

### Fedjük-e a kaktuszokat?
Egy rosszul szellőző, alul befülledő fóliasátor nagyon káros lehet. Egyes fagytűrő, de téli és őszi csapadékra érzékeny kaktuszok csak takarás mellett telelnek át. A valóban éghajlatunkon is télálló kaktuszoknak azonban nincs erre igazán szüksége. Ha azonban több fajt szeretnénk kint tartani a szabadban, akkor fóliasátor elengedhetetlen.

### Mik veszélyeztetik a kaktuszokat?

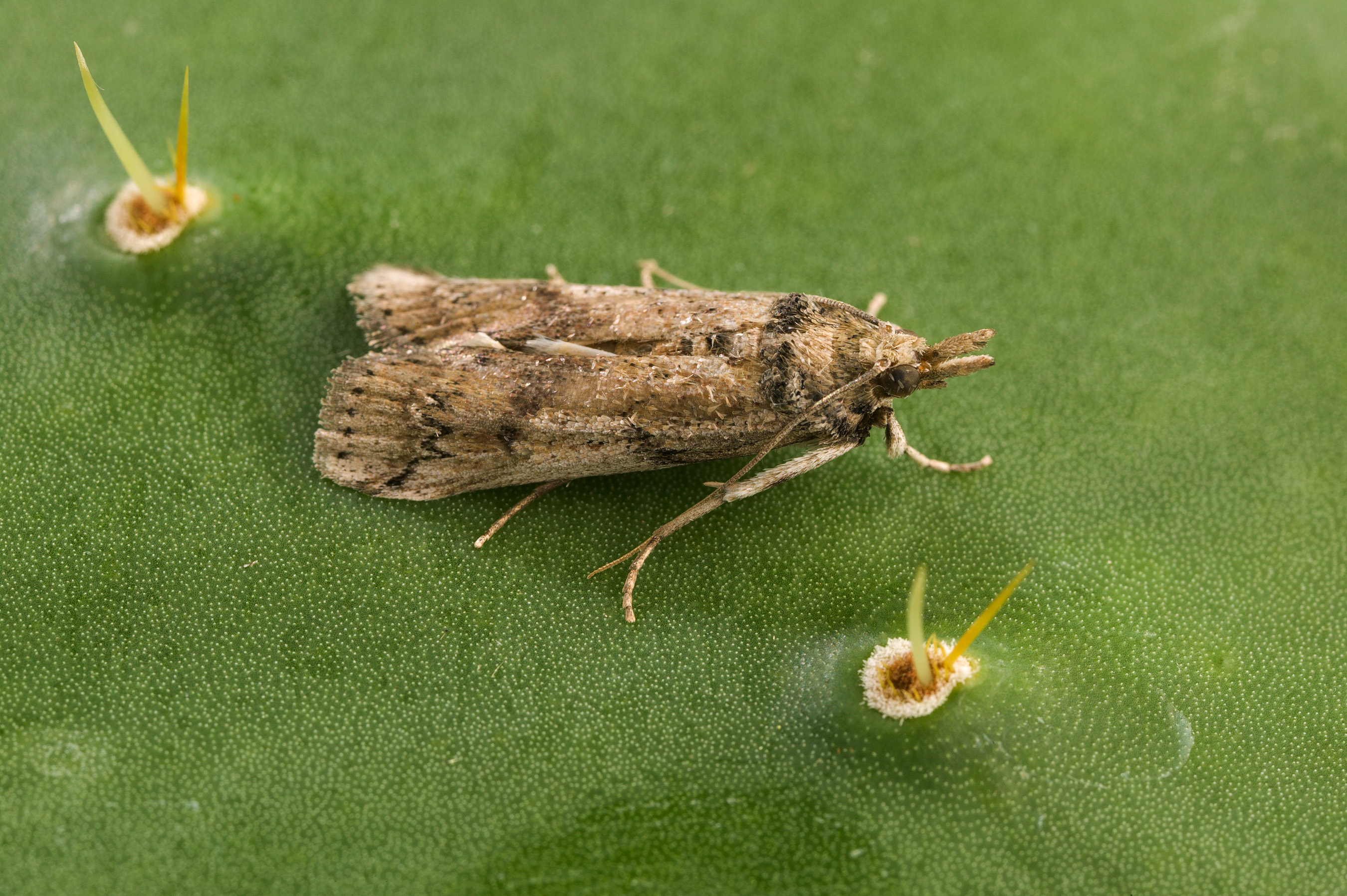
Nőstény kaktuszmoly

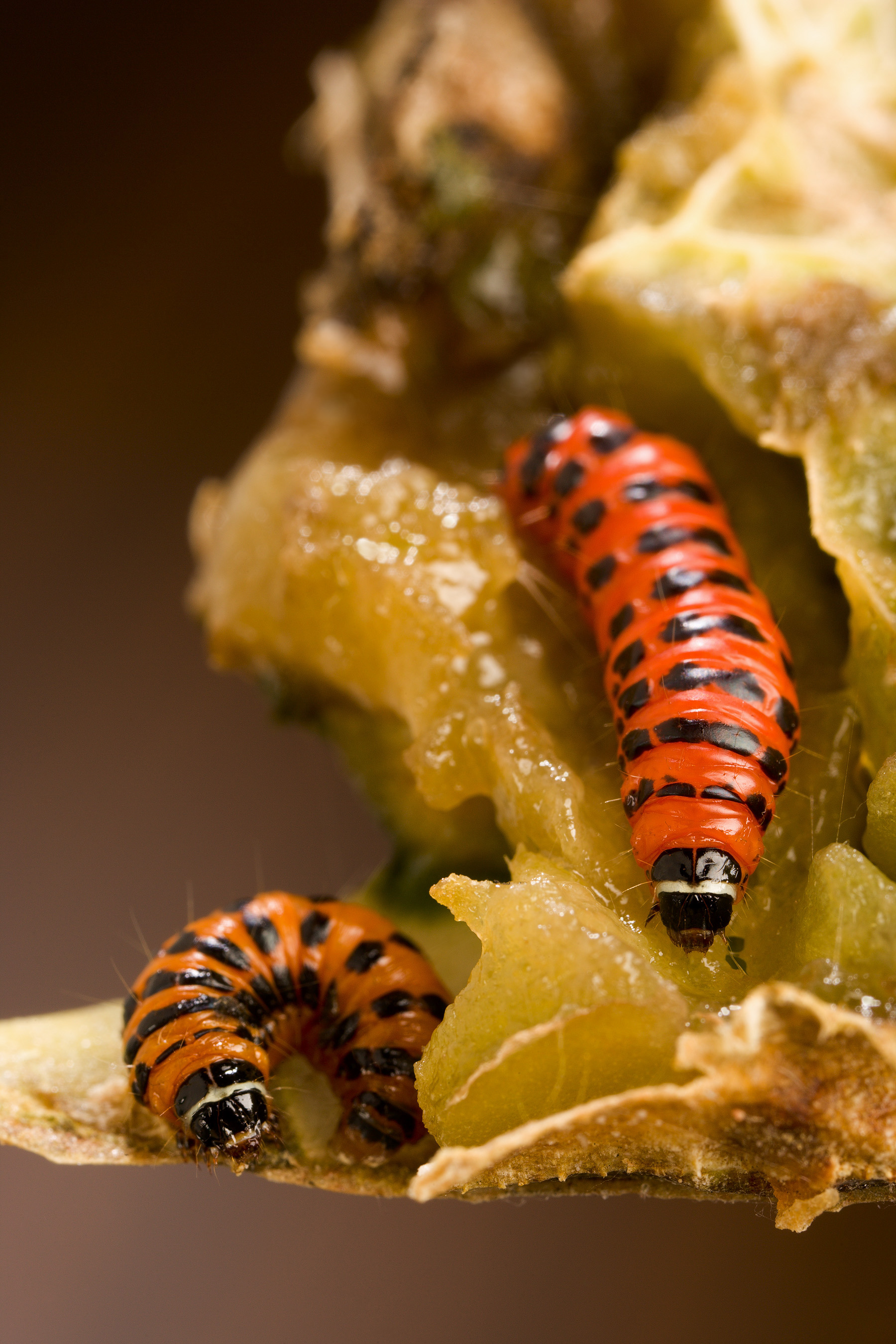
Kaktuszmoly-lárvák, Cactoblastis cactorum.

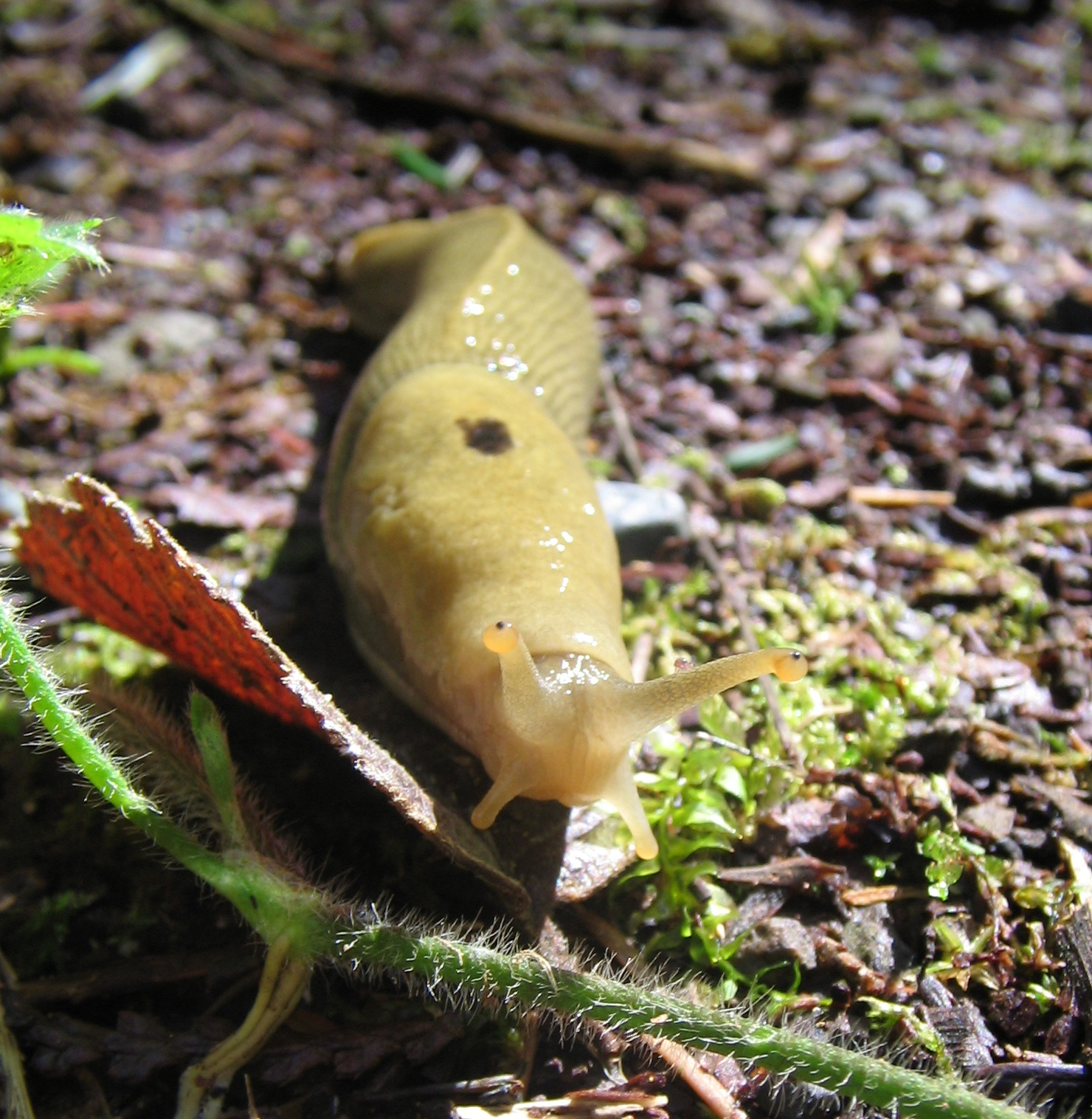
Banán meztelencsiga (Ariolimax columbianus)

Őshazájukban a kaktuszoknak számos ellenségük van. Így pajzstetvek, a bíbortetű és főként a fügekaktusz-féléken élősködő kaktusz- vagy nopal-moly. Ausztráliában a kivadult és rendkívüli mértékben elszaporodott fügekaktuszok megfékezésére használták fel. Magyarországon nem valószínű, hogy megtelepedne, mivel elsősorban meleg égövi faj. Azonban számos télálló kaktusznak saját élőhelyén ellensége ez a kártevő.

### Csigák
A csigák nagy veszélyt jelentenek, ugyanis elfogyasztják a friss hajtásokat. A megmaradt részekből a kaktuszok még csodásan regenerálódni tudnak, de az esztétikai eredmény lehangoló lesz. Ezért csigairtószert minden tavasszal egy hónapig szórjunk ki (főként a hajtási időszak elején), mert higgyük el, hogy a csigák (meztelencsigák) akkor is ott vannak, amikor nem látjuk őket.

### Vírusok, baktériumok, gombák
Sok kaktusznak rosszat tesz, ha az őszi esők felverik rájuk a sarat. Ezt kőzúzalékkal megelőzhetjük. A kaktuszokat nem érdemes amerikai származású növények, így különösen paradicsom és paprika mellé ültetni, mert elkaphatják ezek mozaikvírusait. Rovarok támadásaival, így a levéltetvekével akkor találkozhatunk, amikor a kaktuszok friss hajtásokat hoznak. Ez ellen létezik hatásos védelem. Gombák és bakteriális fertőzések ellen hatásos védelem nem létezik, a gombák esetén elsősorban rézgáliccal lehet próbálkozni, de a fertőzött egyedeket jobb eltávolítani azonnal.

### Mit tegyünk a virágokkal, magokkal?
Felfogás kérdése. Ha olyan gyűjtő vagy, aki a pontos származási hely és a tiszta leszármazás szempontjait tartod szem előtt (tehát tudományos igényű a gyűjteményed), akkor címkézd fel az egyedeket, tégy melléjük kis névtáblákat, vezess katalógust és minden esetben dobd ki a magokat, terméseket. Ha azonban inkább a magyar viszonyokhoz szeretnéd igazítani a fajokat, fajtákat, akkor bátran keresztezd őket, ez is értékes nemesítői munkává válhat.

### Mely növényekkel tarthatók együtt?
A varjúhájfélék, kövirózsafélék, kristályvirágfélék és kis termetű díszfüvek és törpeborókák ideális társaik lehetnek a kaktuszoknak. Vigyázni kell a varjúháj- és kristályvirágfélékkel, mert könnyen elboríthatják a kertet. Ez a nagyobb termetű fajoknak nem jelent hátrányt, de a kisebbekre veszélyes lehet. A kristályvirágfélékkel is vigyázni kell, ezek ugyanis képesek minden kő közé bekúszni és meggyökeresedni. A varjúhájok közül a borsos varjúháj ajánlható, de ha valaki egyszer megtelepítette őket a kertjében, attól kezdve mindig szabályozni kell őket.

## Szabadföldi kaktuszok a mérsékelt övben
Mire eljön a tavasz, a kaktuszok egy komplex, számos veszéllyel terhelt időszakon vannak túl. Megindulhat a gyökerek fejlesztése, a hibernált állapotot követően a növények vizet vesznek fel, kinyitják gázcsere-nyílásaikat és a zöld színtestjeik osztódni kezdenek, megindul a fotoszintézis. Lágyszárú növényektől nagy teljesítmény a tél és a fagyok elviselése, nem véletlen, hogy mérsékelt égövön elsősorban fásszárúak az évelők. A kaktuszok azonban lassan nőnek és habitusuknál fogva nem lehetnek egynyári növények. Így viszont kevesebb védelmet élveznek, mint a fás szárúak. Ezek után nem lehet csodálkozni, hogy kevés a valóban szabadföldi kaktusz a mi éghajlatunkon. Ezek viszont esetenként meglepően jó adottságokkal bírnak, például a törékeny fügekaktusz (Opuntia fragilis) Kanadáig is felhatol és kevesebb, mint -30 °C-ot is vígan elvisel, amikor pedig már a mi barackfáink elfagynak.

## A télálló kaktuszok jövője a Kárpát-medencében

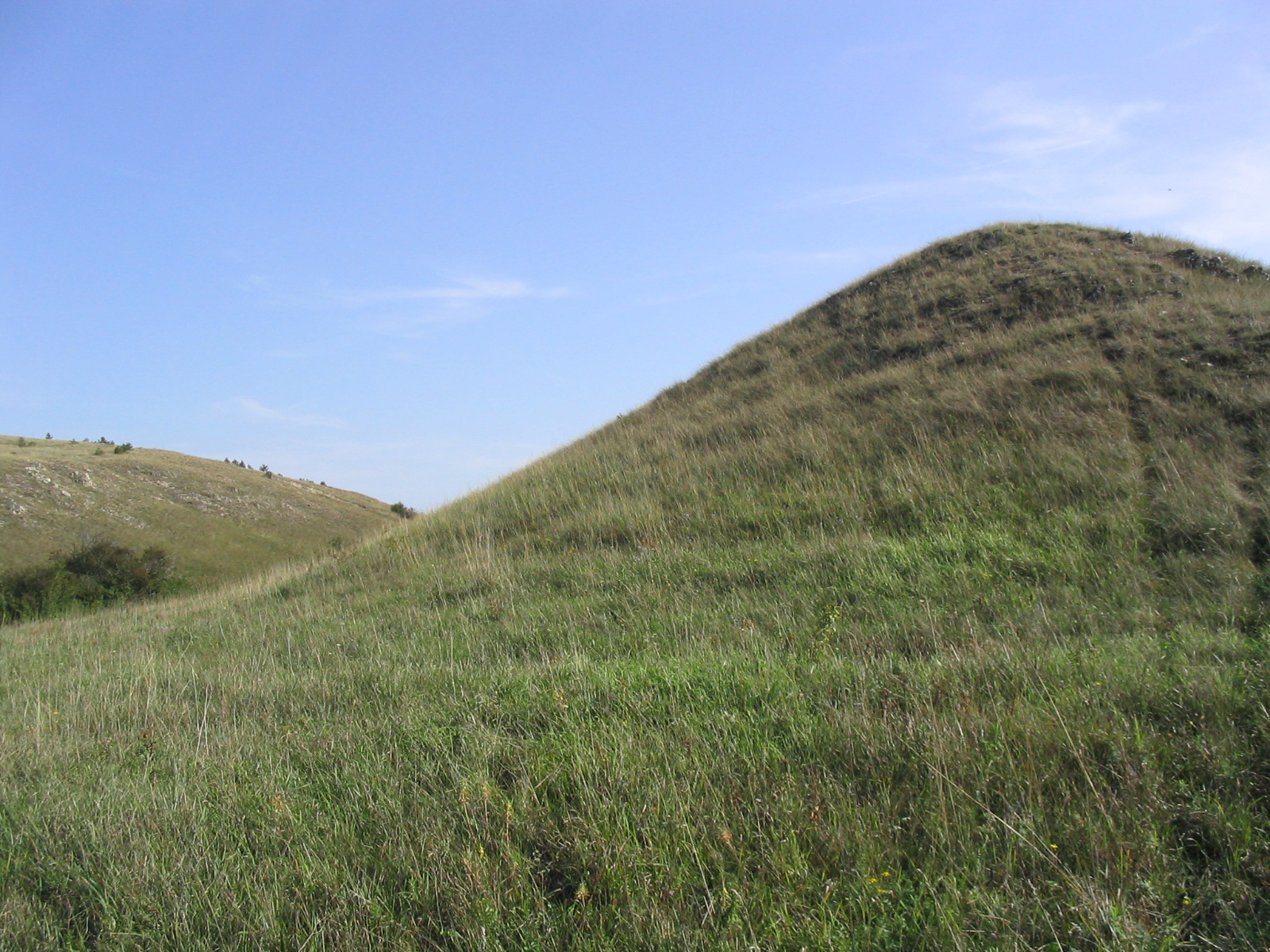
Fátlan, köves, váztalajú táj Kádárta és Hajmáskér között. A számos télálló kaktusznak otthont nyújtó észak-amerikai nagy síkság (Great Plains) sokban hasonlít hozzá.

A kertészetek palettáján jelenleg viszonylag ritkák ezek a növények és legfeljebb néhány fajjal képviseltetnek, mint például az Opuntia polyacantha vagy az O. humifusa, ill. O. compressa. Ezért leginkább magángyűjtőktől szerezhetjük be őket. Az egyre divatosabb zöld tetők és magán sziklakertek azonban keresletet teremthetnek ezekre a növényekre a jövőben.Fontos kérdés a kaktuszok hosszú távú alkalmazkodása is a magyarországi klímához. A magángyűjtők egy része elítéli a fajok keresztezését, mivel úgy gondolják, hogy e fajok genetikailag tiszta egyedei tekinthetők csak tudományosan értékes egyedeknek. Mások kísérleteznek és az ivaros szaporítás eredményeképpen hibridek is létrejönnek. Valószínű, hogy az ivaros szaporodás nagy előnye a vegetatívval szemben, azaz az új klónok létrejötte ezeket az egyedeket fogja hosszabb távon sikerre ítélni, még akkor is, ha a vegetatív mód sokkal gyorsabb és hatékonyabb szaporítási eljárás.Kérdés, hogy amennyiben kiszabadulnának a kaktuszok a kertekből, akkor vajon ez járhat-e veszéllyel a hazai flóra számára. Több faj rendelkezik olyan adottságokkal, amelyekkel a hazai klíma mellett a természetben fennmaradhat és kivadulhat, illetve ivarosan is szaporodhat. Azonban a kaktuszok a mi éghajlatunkon erős versenyben lennének a bennszülött, sokkal gyorsabb és aktívabb növekedésű egynyári ill. fás szárú fajokkal, ezért legfeljebb a Kiskunsági homokhátságon vagy középhegységi bányaterületek meddőiben lenne esélye a legtöbb fajnak a hosszabb távú megtelepedésre. Ugyanakkor több medvetalp-kaktuszról is tudott, hogy azok erdei tisztásokon élnek eredeti hazájukban, ill. gyakran magas szárú egynyáriakkal és cserjékkel körülvéve.Általánosságban elmondható, hogy nem ismerjük ezen flóraidegen fajoknak a viselkedését a hazai természetben, ezért óvatosan kell bánni a szabadföldi tartásukkal.

## Képgaléria

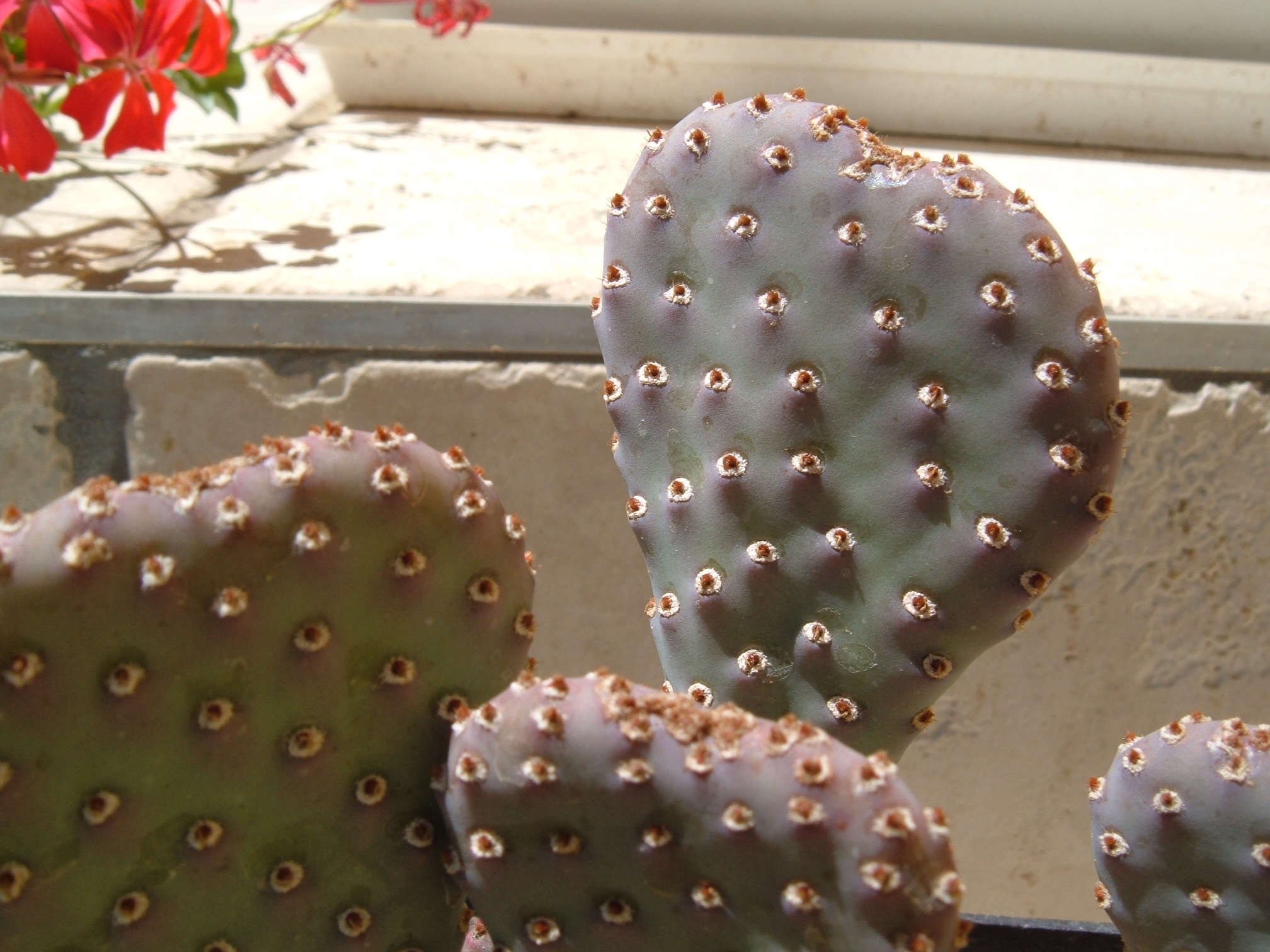
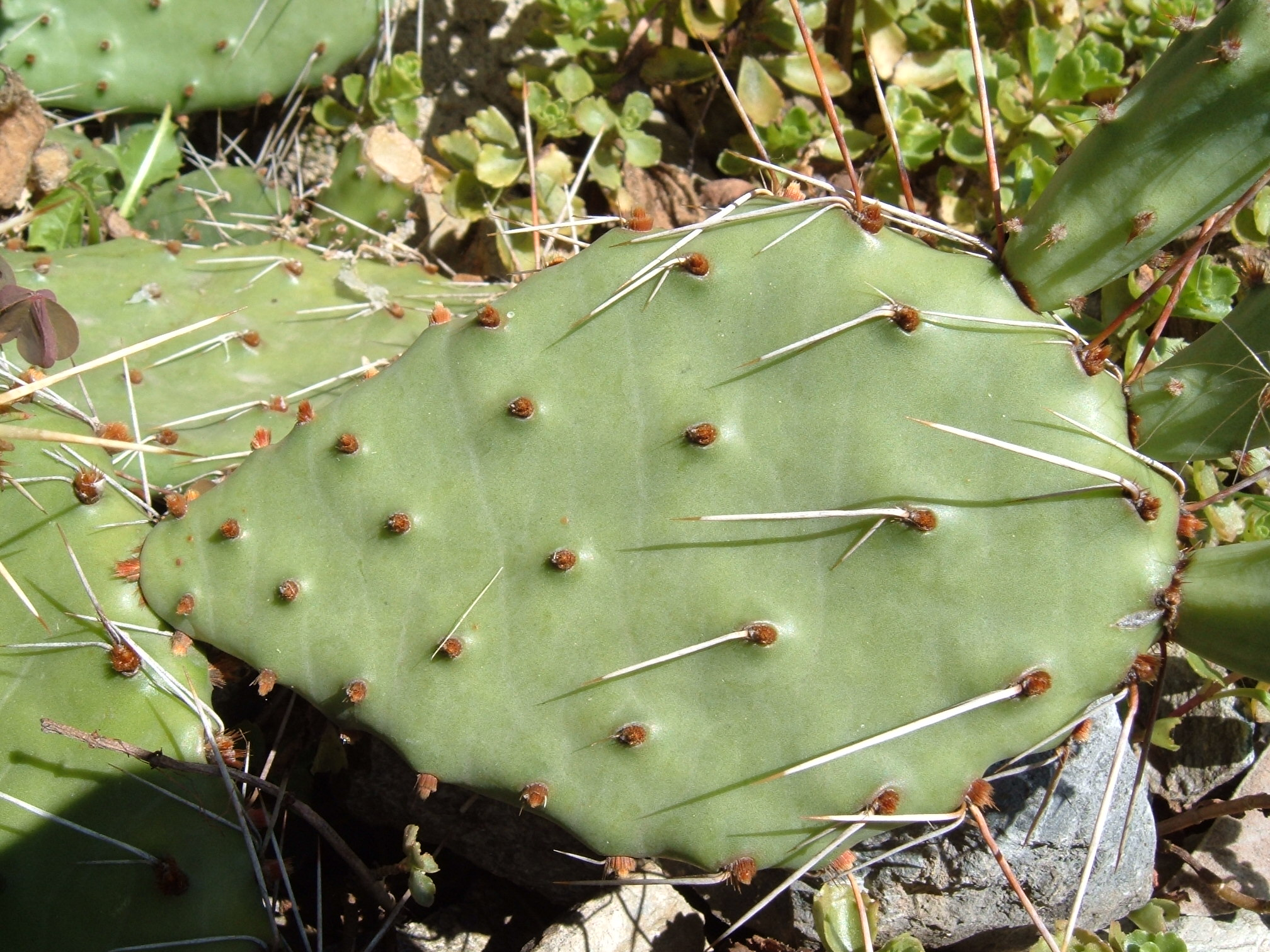
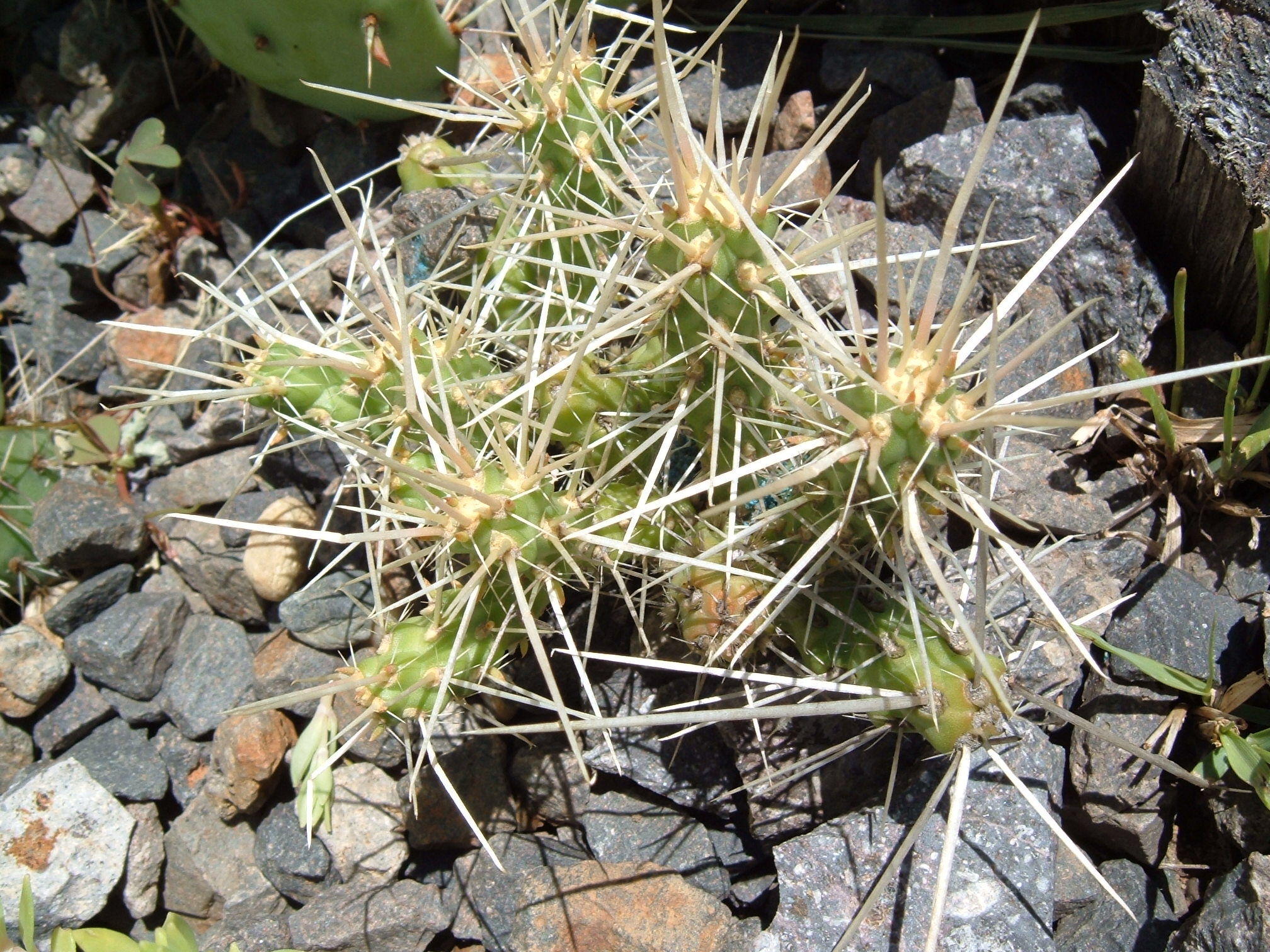
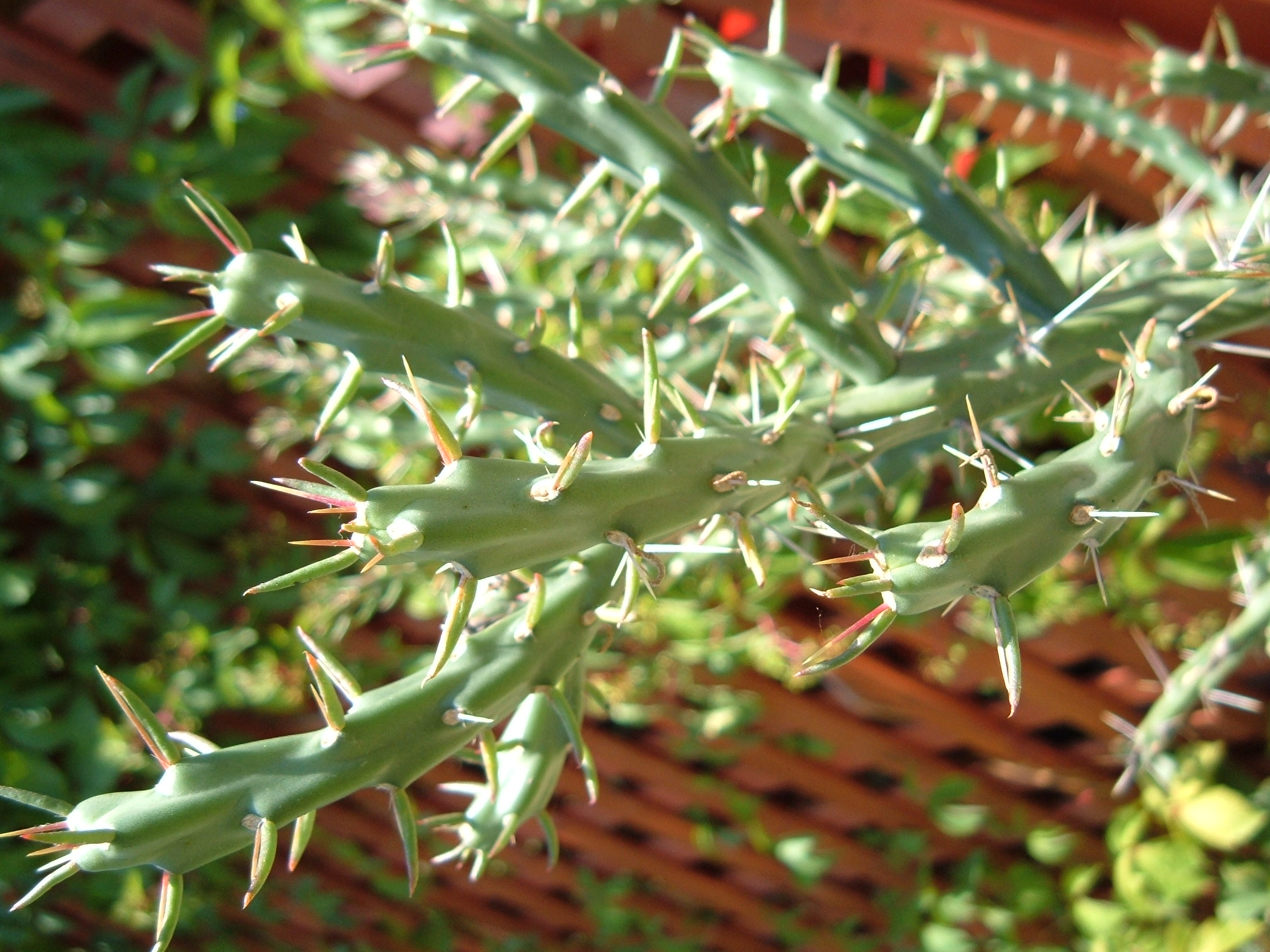
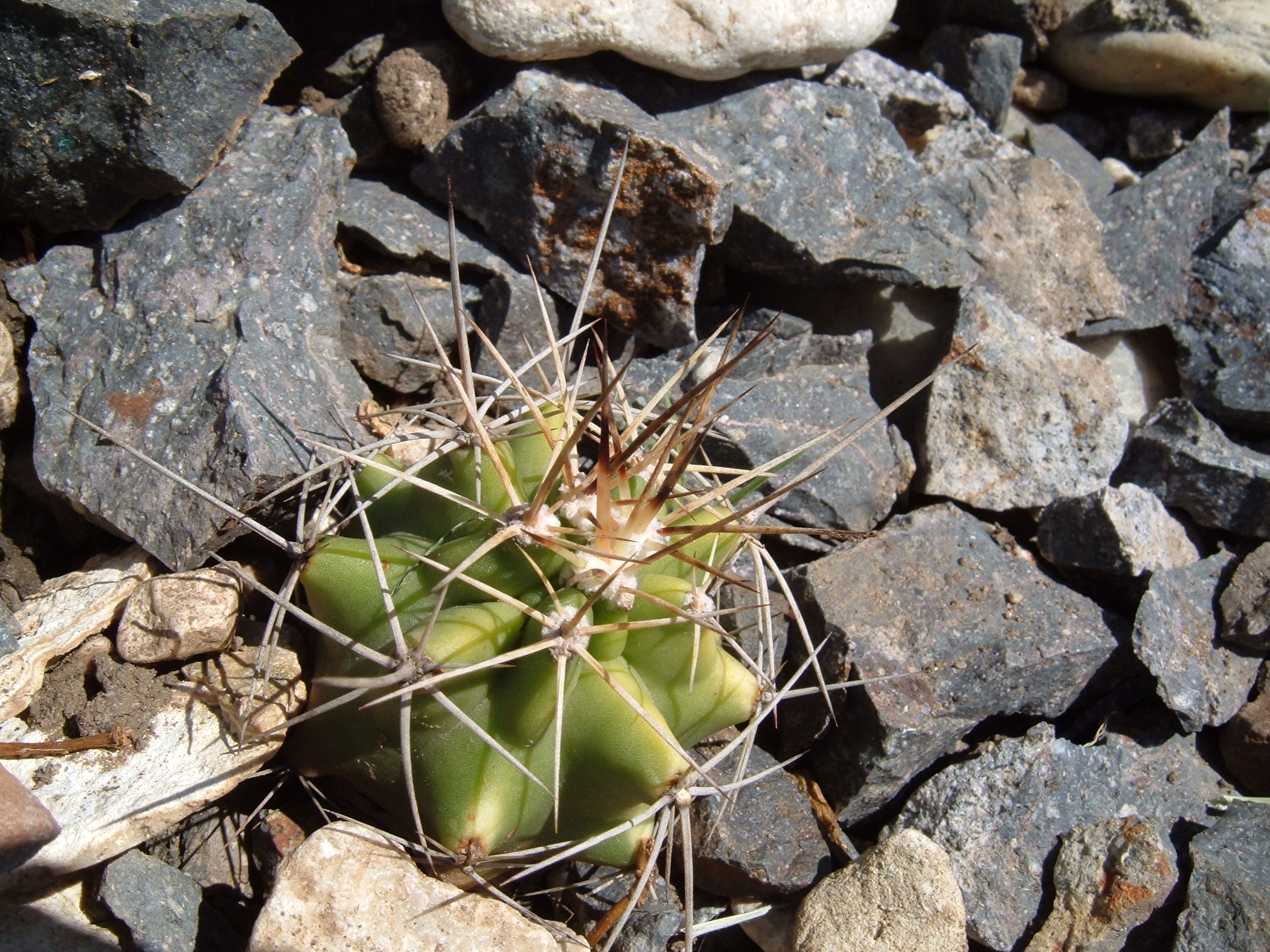